# 林则徐
林則徐（1785年8月30日—1850年11月22日），字元撫，又字少穆、石麟，晚號竢村老人、竢村退叟、七十二峰退叟、瓶泉居士、櫟社散人等，男，福建省福州府侯官縣左營司巷（今福州市鼓樓區）人，文山林氏，清朝後期政治家、思想家、文學家、改革先驅、詩人、學者、翻譯家。1811年林則徐（26歲）中進士，後曾官至一品，曾經擔任湖廣总督、陝甘總督和雲貴總督，两次受命欽差大臣。林則徐知名于主張嚴禁進口的洋鴉片，他曾於1833年建議在國內種鴉片以抗衡洋鴉片。
1839年，林則徐于廣東禁菸時，使威廉·渣甸、兰斯禄·颠地等鴉片商行交出鴉片，將收到的洋鴉片於虎門銷毀。虎門銷煙成為清帝國與大英帝國爆發第一次鴉片戰爭的導火線。
林則徐雖一生奉命與西方抗擊周旋，但他對於西方的文化、科技和貿易則持虛心開放的態度，主張學其優而用之。根據文獻記載，他至少略通英、葡兩種外語，且著力翻譯西方報刊和書籍。晚清思想家魏源將林則徐及幕僚翻譯的文書合編爲《海國圖志》，此書對晚清的洋務運動乃至日本的明治維新都具有啟發作用。

## 家世
林则徐祖籍福建省福清市海口镇岑兜村，于乾隆五十年七月二十六日（即1785年8月30日）出生于福建侯官（今福州市）左營司巷林氏北院後祖室。父林暘谷。母陳帙，為閩縣訓導陳聖靈女，胞姐陳帖為曾暉春母。。
林則徐之家族源於晉代由中原南渡入閩的九牧林氏家族，林姓是八姓入閩的其中一姓。依照林則徐的父親林賓日所寫的文件中，為自身的家族立下考據：
「余世居玉融，始祖高德公宋進士，傳十世至榕山公，余支祖也。公生二子，長存素公，余之五代祖，墓在玉融。存素公生高祖學弢公，遷省垣，生曾祖啟寀公，墓俱在北關外飛來峰下，啟寀公生北塘公，墓在北關外銅盤山。」
林則徐名字由來有3種說法：
- 生於徐氏，養於林氏，但這說法後被考證為無據之論[13]。
- 林賓日在林則徐出生時曾「夢中親見鳳凰飛」，認為兒子是「天上石麒麟」徐陵（字孝穆）之轉世，故名則徐，字少穆，又字石麟，但這說法亦被認為無據之論[14]。
- 當時出名愛才的福建巡撫徐嗣曾至林府避雨，林則徐適時出生，林賓日希望兒子效法徐嗣曾，出類拔萃，飛黃騰達[15]。取字元撫則謂其子如徐嗣曾，仕途坦蕩，官運亨通[16]，這說法被多人[谁？]接受。

## 少年时代

### 貧苦童年
林則徐的父親林賓日原名林天翰，字孟養，號暘谷，嘉慶侯官歲貢生，是當地的教書先生，於鄰居羅氏的地方開設書塾。而林則徐的母親陳帙，為閩縣歲貢生陳聖靈之第五女。
林賓日陳帙夫婦一共生育十一名子女：長子林鳴鶴（早夭）、次子林則徐、三子林霈霖及八名女兒
雖然林賓日為私塾教師，中了秀才後又可領取公糧。但家裡人口衆多，僧多粥少，甚至三餐都無以為繼。林母陳帙瞞住丈夫，偷偷以女紅這項手藝幫補家計，她也將此剪紙手藝傳於女兒，才能維持家庭生活。後來，林則徐在其著文《先妣事略》中憶述：
「逾年，家君入學，旋食廩餼。此後館谷雖稍充，而食指漸繁，貧如故。先妣工針凿，又善翦彩為草木之花。大者成樹，其小至於一莖一葉，皆濯濯有生意。歲可易錢數十緡，遂資其值，以佐家計。不孝姊妹八人，皆以先慈之教，備傳其妙。不孝幼隨家君之塾，每夕歸，則敝廬四壁，短几一檠，讀書於斯，女紅亦於斯。不孝夜分就寢，而先妣率諸姊妹勤於所事，往往漏盡雞嗚尚未假寢。其他困苦之狀，類非恒情所能堪者。不孝見而愀然，請代執勞苦或推讓飲食，輒正色曰：『男兒務為大者、遠者，豈以是瑣瑣為孝耶！讀書顯揚，始不負吾苦心矣。』」
家計雖不用代勞，但林則徐每天到書塾之前，都會先為母親姊妹的工藝品拿到店舖寄賣，放學後，則再到店舖收錢交回母親。貧苦的童年和严格的家教，使他日後升至高官時都保持清儉的習慣和察民疾苦的作风。

### 教育
儘管林則徐家境寒苦，但是林賓日非常重視教育。四歲時，父親林賓日已將他携入塾中，教以曉字。七歲，已經熟練文體，在當時來說是非常早的事。原因由於林賓日幼時家貧，到十三歲才入書塾，常常被同學嘲笑，為免兒子和自己一樣命運，教書時便將他携入塾中，抱在膝上，一同聽學。
林賓日教學方法不同於一般教書先生，教育態度暨講究又開明。他不只重追求學問，還注重品格修養；不求死背，不求體罰，循循善誘，讓學生循序漸進，因材施教。在他教书的五十年當中，中舉或考上進士的多達數十人，最傑出的還是兒子林則徐，他八、九歲時，就在学堂上写出了“海到无涯天作岸，山登绝顶我为峰”的诗句，震惊四座，他在書塾常常以佳作得到獎金，眼見家境依然貧窮，有人曾叫林則徐改業，但林賓日不許，他認為兒子日後必飛黃騰達，名成利就。
林則徐十二歲時，孔廟召童生任佾生，經一輪選拔之後，林則徐當選任佾生，為祭祀樂舞的人員。
林則徐童年家境寒苦，但他得到開明的父親教導，還有一個溫馨的家庭，童年是非常快樂的。鄰居常常聽到林家吃飯時的歡笑聲，探看之下，不過是十多個人津津有味吃著豆腐。後來林家以此事來教誨子孫知足常樂的道理。
河南省永城縣知縣鄭大模有次遇到林則徐，對他文思敏捷留上了心，認為此子必成大器。果然，林則徐十四歲時，就考上秀才，同年，林則徐就與鄭大模之女鄭淑卿訂婚。以當時來說，進士門第出身的鄭家千金嫁給家境寒苦的林家秀才，是件罕見的事情。

### 入讀鰲峰書院
鰲峰書院是福建當時的最高學府，入讀書院者皆非泛泛之輩。院長是出名敢於蔑視和珅、剛直不阿的教育家鄭光策。在鄭光策指導之下，林則徐專心向學，寫有讀書札記《雲左山房雜錄》，將諸子百家一同兼收。
入讀期間，林則徐通過父親結識漢學家陳壽祺。陳壽祺為人憤世嫉俗，對現實的社會問題和官場有深刻的思考。他經世匡時之思想對林則徐有潛移默化作用。與他同時入讀的還有鄭光策女婿梁章鉅。兩人少時已經交往甚頻，加上梁章鉅早已接受鄭光策「經世致用」之學，加深林則徐「經世致用」之思想，兩人同時立下「經國救世」之志。

### 林雨化事件
林雨化，字希吾，是林則徐的同族長輩，亦是林賓日所創立的真率會的中堅分子，為人正派不阿，不畏權勢。他揭發當時的福建按察使錢士椿營私舞弊，遭錢士椿羅織罪名報復，林雨化拒不認罪，錢士椿則迫林雨化父親代押。結果林雨化被監禁七個月後，遣戍新疆，途中受盡折磨，直到六十歲時獲釋歸鄉。
林賓日對林雨化的遭遇感到無限憤慨，林則徐少時已經從父親口中聽聞林雨化事件，希望一見林雨化。在父親的引見下拜見了林雨化，拜讀其著作。之後，林則徐對吏治腐敗加深了認識，日後對他的改革吏治有重要作用。
林則徐的家離南宋抗金將領李綱之墓不遠，結果那裡成為他和朋友聯誼之所。此後，林則徐特別遊覽歷代愛國者的遺迹，感受到愛國及民族思想的薰陶，後來他和友人梁章鉅發起修葺李綱墓地行動，又重修于謙祠墓。

## 步入仕途

### 中舉成家

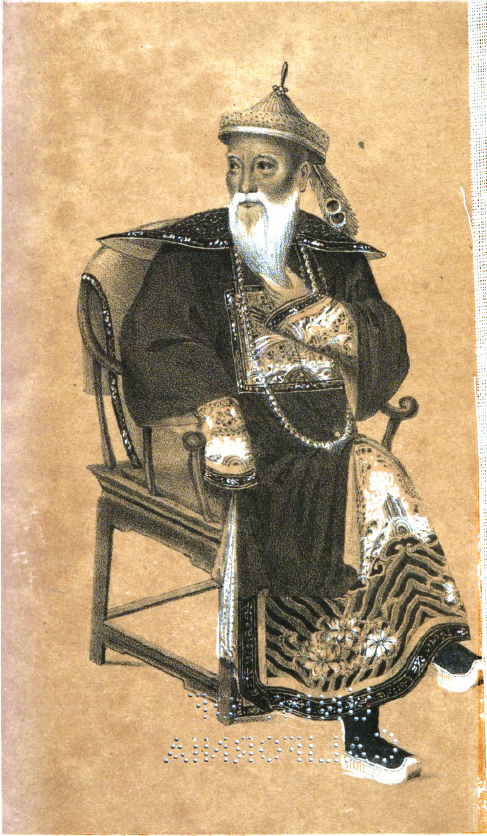
林则徐

嘉慶九年（1804年），19岁的林則徐參加鄉試，中第二十九名舉人。就在放榜当天，他正式迎娶鄭淑卿為妻，自此林則徐在鄭淑卿在世時都沒有納過妾侍，終其一生情深不渝（據林則徐長房後人林鴻漢表示，鄭淑卿逝世後林則徐曾續弦再娶）。林則徐逝世後，同治至光緒年間，英國的杜莎夫人蠟像館特地為林則徐鄭淑卿夫婦制作蠟像，成為少數可長期展出的名人蠟像，以表敬意。
年底，新婚燕爾的林則徐離開家人前往京師參加會試，但名落孫山。回鄉後就在福州北庫巷開設「補梅書屋」開班授徒，等待下一次的會試。

### 張師誠幕僚時期
嘉慶十一年（1806年），林則徐擔任廈門海防同知書記，專責處理商販洋船來往、米糧兵餉的文書記錄。那時廈門的走私鴉片問題嚴重，歷任廈門海防同知皆是貪官污吏，外商賄賂成風，無人打擊走私。林則徐认识到鴉片問題、煙販伎倆，開擴視野。其任內他得到汀漳龍道百齡和福建巡撫張師誠賞識，張師誠招他成自己的幕僚。
張師誠為何選林則徐為幕僚的說法不一，依照林氏家族後人傳說，張師誠翻閱各地呈交給他的賀啟，發現林則徐的賀啟寫得最好。那時正值除夕，依慣例各地官員都要向皇帝呈拜摺。於是张將林則徐召來代草拜摺，途中諸多刁難，整夜在他居所外連放爆竹，又改動拜摺，要林則徐重抄一遍。張師誠觀察林則徐的修養和態度，只見他認真謄寫一遍，非常欣賞他人品及才華，就請他納入幕僚。
張師誠位極人臣，對典章大政等政治學問均有所知，他將自己公事上的知识、權術一一傳授給林則徐，甚至他在嘉慶十四年八月（1809年9月），鎮壓海盜蔡牽時亦一同隨往，令林則徐間接參與鎮壓。張師誠事後稱讚林則徐：「是役也，僚屬睹余督剿之勞，僉謂非余先得賊蹤，飛檄催戰，未必能如斯神速。」
同年年底，張師誠推薦林則徐父親林賓日為樂正書院主持，林家經濟得以改觀。後林則徐又在這年參加燕京會試，可惜仍是落第，他依然留在張師誠幕府當幕僚。
1811年（嘉慶十六年），林則徐終於考中進士，殿試高居第二甲第四名，從此踏上官宦之路。

## 官宦之路

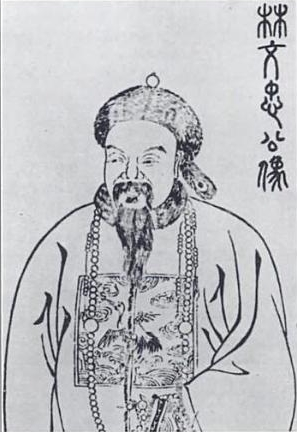
林則徐畫像

### 任庶吉士
嘉慶十八年五月初九（1813年），林則徐入翰林院庶常館任庶吉士。同年九月初七（1813年9月30日），天理教起事，教徒直攻打至京師，林則徐親睹事態，他後來作書《強忠烈公遺墨後》，紀念當時被教徒處死的滑縣知縣強克捷。
林則徐在翰林院度過七年歲月，被派往不同地方工作，但仍是微不足道的小京官。七年期間，他的子女相繼出世。嘉慶十九年（1814年）正月初四，長子林汝舟出生；次子林秋柏出生三日而殤；後來長女林塵譚、次女林金鸞（後夭折）亦出生，單較二百兩銀年俸，根本不足以應付家庭開支。唯有間中在書塾教書，或寄賣自己的書法作品幫補家用。在翰林院期間，他著經濟專書《北直水利書》。
林則徐雖不善社交，但他於嘉慶十九年加入了由地位不高的京官組成的宣南詩社，結交黃爵滋、龔自珍、魏源等人，林則徐成為他們的領袖。

### 憤而罷官
嘉慶二十一年閏六月初十日（1816年8月1日），林則徐離開翰林院，往江西南昌任考官，他父親林賓日得知此事後，因感懷自己過去的經歷，特地致信兒子，要兒子慎選人才。林則徐此後多次任考官期間，均公正嚴肅的工作，因此在士人之間博得良好的名聲，甚至落第的考生皆致信向林則徐討論請教。林則徐後來記述自己對考官工作的態度：
「則徐典試江西，府君自以踲於場屋，倍知科名之難，屢諭衡文當慎之又慎。已荐之卷，首場三藝當通閱到底，遂篇分評；未荐之卷，亦必逐卷有硃筆批點」。
林則徐如此重視科舉，但他的好友龔自珍和魏源見識到科舉之弊端嚴重，認為科舉是對人才的埋沒和摧殘，因此曾為此事爭論。
嘉慶二十五年（1820年）二月，林則徐任江南道監察御史，河南南岸河堤缺口，河南巡撫琦善辦事不力，引發大水災，林則徐不惧琦善滿洲貴族的背景，向嘉慶帝直奏琦善的無能。他為官清廉，不畏權勢，行事果敢，不假情面，導致同僚的猜忌、冷嘲熱諷，林則徐因此對官場厭倦。道光元年（1821年），那時林賓日病危，以照顅父親為由辭官而去。
乘船返回家鄉期間，妻子鄭淑卿在船上誕下三女林普晴，返回福州時，林賓日已病愈。

### 復職
林賓日陳帙夫婦及家鄉的鄉親父老極為反對林則徐辭官的決定，而且在家鄉也不知用什麼技能求生，唯有不情不願地再涉官場。他的主師曹振鏞、房師沈維鐈一直為林則徐斡旋，道光帝亦知林則徐任內的政績卓越，特地召見誇賞他，並破格復林則徐職。自此，深受道光帝寵重的林則徐青雲直上，終可以一展抱負。
1823年2月17日（道光三年正月初七），林則徐擔任江蘇按察使，在任期間澄清江蘇吏治，改革審判程序，親自裁決案件。甚至黑夜潛行，明查暗訪，驗屍時亦親自動手。短短在任四個月內，就處理了江蘇十之八九的積壓案件，被江蘇人民稱頌為「林青天」。他並認為江蘇之風氣敗坏，全因鴉片害人，於是下令江蘇禁煙。
同年夏季，江蘇大水災，社會動盪不安，人民聚集，將成民變，官府照樣追稅。江蘇巡撫韓文琦力主用兵鎮壓，林則徐極力反對，他乘船前往災變地區，賑濟災民，平息民憤，恢復社會秩序。

### 治水
林則徐的長處是澄清吏治，但治水卻非其長，林則徐曾著《北直水利書》。《北直水利書》除經濟之外，亦有治水方略。後來林則徐的學生馮桂芬將《北直水利書》改編成《畿輔水利議》，道光十一年十一月廿二（1831年12月25日），林則徐擢升東河河道總督。他向道光帝表示自己不懂河務，難以勝任，但道光帝鼓勵他，於是林則徐往山東鄒縣接任。
到任后，林則徐立即補修治水方面的知識，驗催河工，保持施工品質，處分辦事不力之官員，下令檢驗河堤料垛，他向道光帝呈上的奏摺中表示：
「周歷履勘，總於每垛夾檔之中，逐一穿行，量其高寬丈尺，相其新舊虛實，有鬆即抽，有疑即拆，按垛以計束，按束以稱斤，無一垛不量，亦無一廳不拆。」
林則徐做事如此認真，令貪官無可作假，桃汛來時，兩岸安然無恙，道光帝多次稱讚。當林則徐的對治水方面的知識和經驗日豐，詩人張際亮向林則徐提議將黃河河道改道北流，從山東利津入海。林則徐也有同感，但民意和官員都反對此治河方略，加上林則徐不能獨攬全局，張際亮之提議遭否決。直到林則徐逝世前不久，還表示張際亮的治河方略是對的。林則徐逝世後，咸豐五年（1855年），黃河改道，循大清河至利津入海。

## 虎门销烟

### 鴉片問題日益嚴重

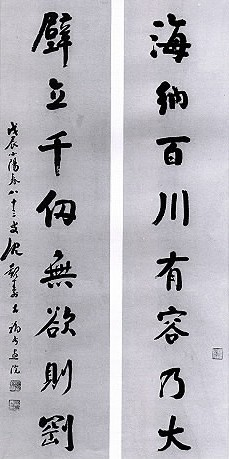
林則徐越華書院聯

从1781年开始，英国东印度公司大量对华输出大量鸦片，在1821到1837年之间中英鸦片贸易量更增加了五倍，鸦片问题空前严重。尽管1729年清政府就已下令严禁鸦片，但鸦片一直屡禁不止。鸦片问题不仅给中国带来严重的社会问题，还在经济层面导致白銀外流，进而引起通货緊縮，使清廷财政枯竭。朝野上下，禁鸦片的呼声日趋高涨。
林则徐於1833年江蘇巡撫任內，亦表達對白銀外流的關注。其間論及如兩害取其輕、民間私種鴉片比輸入鴉片更可阻止白銀外流。
1838年6月2日，“遇事敢言”的鸿胪寺卿黄爵滋上奏，为解决鸦片问题直言献策。道光帝将奏折下发各地将军督抚讨论，各人反应不一。时任湖广总督的林则徐表态支持严禁洋鸦片，并率先动作，在湖北起获烟膏烟土1.2万余两，得到道光帝的嘉许。10月25日道光帝收到皇室成员吸食鸦片的报告。11月8日琦善上奏称其在天津拿获鸦片13万两，这是自禁烟以来查获烟土最多的一次。各种事件促使道光帝下定決心禁烟。

### 林則徐任钦差大臣查禁鴉片
1838年11月9日，道光帝令禁烟甚力的林則徐入京，林在京期间12月28日至翌年1月3日十四天内连受道光帝八次召见，两人密谈，每次一个半小时，道光帝赐林则徐紫禁城骑马的殊荣，林则徐连日被召见，获荣典重任，突破惯例，引发重臣嫉妒，尤其是满族大臣穆彰阿和琦善，支持他的仅有军机大臣王鼎，但无力与穆彰阿抗衡。1838年12月31日，林則徐被任命為钦差大臣，前往广东禁烟。林则徐离京之前，派遣若干熟知广东贸易人士先行搜集资料，在南下途中也与曾任职广东及通晓事务人士会谈。
虽然道光帝此时已决心禁烟，但是仍然有不同的声音。据一则笔记材料称，在林则徐进京路上，琦善嘱其“勿启边衅”，林“漫应之”。林则徐的朋友龔自珍甚至建议林则徐带兵南下禁烟。可是，也有观点基于当时中国上下普遍盛行的天朝思想，认为不可能会有人害怕“夷人”，只是有人顾虑到鸦片走私集团可能会以暴力抗法，并未意识到走私背后的国家支持。
1839年3月10日（道光十九年正月廿五），林則徐正式抵粵，受九響禮炮之禮，所有廣東高官皆來迎接。美國商人威廉·亨特（William C . Hunter，1812年－1891年6月25日）也在附近觀禮，他留下了有關林則徐相貌的重要文獻：「氣度莊重，表情相當嚴厲，身材肥胖，上唇濃密的黑短髭，下巴留著長髯，看來六十歲左右。」林則徐首先參觀越華書院，並提寫一副對聯：「海納百川，有容乃大；壁立千仞，無欲則剛」。林则徐还拜访了熟悉西方事务的梁廷枏。
在中国当时唯一的对外窗口——广州，林则徐立即开展了雷厉风行的禁烟活动。他先派洋商、同事、引水蒐集情報，查訪與外商、散商打過交道的人，外國商館的廚師和鴉片走私犯，按日做成报告。又招通曉外語幕僚袁德輝、梁進德等人翻譯《澳門新聞紙》以及南洋、印度、伦敦等外國人書報，辑为《华事夷言录要》，专书《四洲志》（休·慕瑞的《地理百科全书》（Cyclopaedia of Geography）），亦任用被清廷革職的廢員彭鳳池、馬辰潛入鴉片販子陣營。林則徐為親自接觸外國人，暗學英語和葡語，怡和洋行（Jardine, Matheson & Co.）的詹姆斯·馬地臣致信威廉·渣甸（Dr. William Jardine，1784年－1843年）時表示，竟聽到林則徐口吐英葡兩語而嘖嘖稱奇。
兩廣總督鄧廷楨，廣東巡撫怡良通力合作，發布道光帝聖旨，查封煙館，逮捕煙販，下令處死了中國煙販馮安剛。林則徐最大的阻力是怡和洋行的威廉·渣甸及寶順洋行的兰斯禄·颠地（Lancelot Dent，1799年－1853年11月18日）。威廉·渣甸為阻止林則徐，返回英國，遊說政府對清廷採取強硬行動。林則徐聽道人稱「鐵頭老鼠」的威廉·渣甸離去，便高興表示：「鐵頭老鼠，狡猾的鴉片走私頭目，畏懼天朝的憤怒，已經回到煙霧之地。」

### 發布禁鴉片令
1839年3月18日，后，召来十三行的行商（当时清政府不屑于与外国人直接打交道，一切指令皆是透过作为中国人的行商传达），要他们责成所有外国商人三日內交出全部鴉片，並簽具結書，聲明以後不販鴉片，否则「一經查出，貨盡沒官，人即正法，情甘服罪。」然而三天后，外国商人并未遵令。于是林宣告：「若鴉片一日未絕，本大臣一日不回，誓與此事相始終，斷無中止之理。」并且召集粵秀書院、越華書院、羊城書院三大書院645名學子入貢院「考試」，即“观风试”。這次名為考試，實為問卷調查，試題四道：「1.鴉片集散地及經營者姓名；2.零售商；3.過去禁煙弊端；4.禁絕之法。」自此林則徐掌握了所有煙商、貪官污吏之名單。

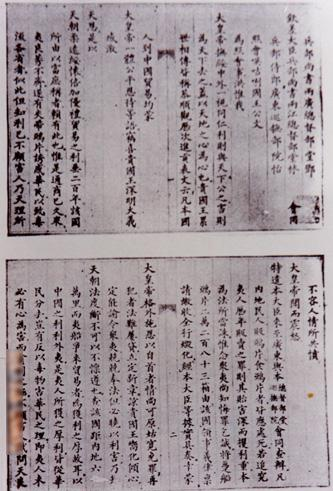
林則徐致維多利亞女王的信。

禁煙期間，林則徐寫了一封致維多利亞女王的信，質問女王明知鴉片有害，在國土上包括倫敦、蘇格蘭和愛爾蘭等地不產鴉片，嚴禁國民吸食。但卻在其管轄的印度種植生產鴉片，批准國民在中國進行鴉片貿易。他要求女王去除印度的鴉片，並通知女王中國已經通過《欽定嚴禁鴉片煙條例》，全面禁煙，使英國國民放棄鴉片貿易。不過實際上，英國當時未訂立禁止國民吸食鴉片的法令，鴉片在當時西方社會並不被視為毒品，而且英國濫用鴉片的情況亦相當嚴重，幾乎每個英國人都在他们生命的某一段时期服用过鸦片，就像喝酒或抽烟一样是生活的一部分。因此當時林則徐對英國國內鴉片政策的了解是一場誤會。此外这封信也在送往英国的途中遗失，并未送达维多利亚女王，只有副本留了下来。
外國煙商認為交少量鴉片給林則徐交差便了事，於是採取拖延手法，稱對命令要詳加考慮，成立委員會作報告，七日內回覆。林則徐非常氣憤，限令外国煙商依時交出鴉片，否則翌日十時親到十三行，先拿一二名行商开刀问斩。结果外国烟商同意交出一千零三十七箱鴉片。当林则徐得知已被清政府明令驱逐的大鸦片商蘭士祿·顛地在鼓动拒交鸦片时，下令传讯颠地，未果。

### 封鎖廣東十三行
3月24日，林则徐得知时任英国驻华商务总监的查理·義律（Charles Elliot，1801年8月15日－1875年9月9日）帮助颠地逃跑的消息（实为假消息），忍无可忍，于是下令断绝通商，封锁商馆。十三行內所有華人遷出，斷絕通信，斷水斷糧。此时商馆区内350名外国商人都被无一例外关了禁闭。
3月25日，冒险进入商馆的義律屈服，願意約見任何一名官員。廣州知府與他見面，但義律又不出現。林則徐向義律作最後通牒：《示諭外商速交鴉片煙土四條稿》，痛斥義律。義律最終於28日早上六時服從林則徐之命令，劝告英商将鸦片交给他，然后他再以英国政府的名义向清政府上交鸦片20283箱。

### 銷煙过程

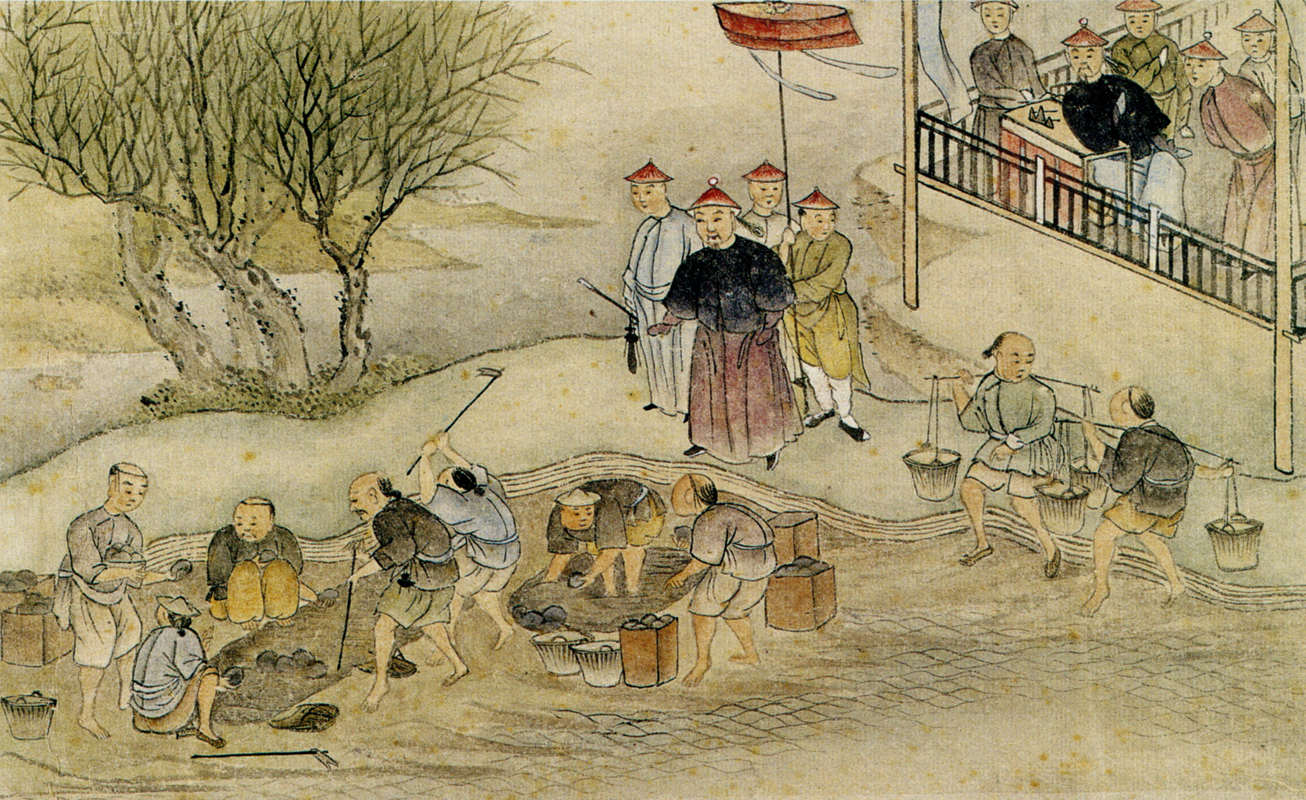
虎門銷煙想像圖

道光十九年二月十六（1839年4月10日），林則徐、鄧廷楨及廣東海關監督豫坤乘船到達虎門，會同廣東水師提督關天培驗收鴉片。煙販在沙角缴煙，並在路易莎號簽發收據。林則徐並建議缴出一箱鴉片，則賞茶葉五斤。
至三月十九（1839年5月12日），民間缴煙完畢，拘捕吸毒者、煙販一千六百人，收缴煙膏四十六萬一千五百二十六両、煙槍四萬二千七百四十一杆、煙鍋二百一十二口。四月初六（1839年5月18日），煙販缴煙完畢，共收一萬九千一百八十七箱又二千一百十九袋。四月十一（1839年5月23日），蘭士祿·顛地等英國商販被驅逐出境，次日義律亦將十三行的英國人撤到澳門。
林則徐经道光帝同意，決定於虎門公開銷煙，也在上海銷煙。接下來林則徐就要找出銷毀鴉片的方法。林則徐曾使用傳統銷毀鴉片「煙土拌桐油焚毀法」，但膏餘卻會滲入地中，吸毒者掘地取土，仍得十之二三。於是林則徐找出第二種方法「海水浸化法」。

四月二十一日，在虎门销烟前一天，林公寫文祭海，文说：
倘波臣之夙戒无闻，恐水族之豫防莫及。本除害马，岂任殃鱼，比諸毒矢強弓，會須暫徙，庶使殲鱗凡介，勿損滋生。……尤赖明神昭示冥威，永祛妖物，驯彼犬羊之性，俾识撑梨；杜其蜂趸之萌，专输嫁布。
當天日記裡又說：「以日內消化鴉片，放出大洋，令水族先期暫徙，以避其毒也。」
四月廿二（1839年6月3日），虎門銷煙正式開始。许多人都来观看。當中有帶同家眷之不販鴉片的美商C·W·金、美國第一位傳教士裨治文（Elijah Coleman Bridgman、又名高理文，1801年－1861年）、商船船長弁遜等十人，不信林則徐有辦法把所有鴉片完整銷毀，於是前來實地考證。林則徐乾脆給他們進入池邊，讓外國觀察員直接詳看銷煙方法，沿途講解。待觀看全部過程、反復考察後，皆心悅誠服，向林則徐脫帽致敬。
澳葡政府亦對查禁鴉片一事相當合作，葡萄牙商人全部承諾不販鴉片，並歡迎林則徐親臨查辦。林則徐於是發表聲明，不但葡萄牙商人可以正常貿易，往中國貿易時更會得到保護，絕不被人欺凌。
從四月廿二至五月十日（1839年6月20日）當中，共銷毀237萬6250斤鴉片，其中少數鴉片運送京師作樣本，然後銷毀。

## 鴉片戰爭

### 林維喜事件
1839年6月20日，发生林維喜事件。林則徐覺得案件可疑，於是命新安縣知縣梁星源查辦，要求義律交出兇手，但義律以領事裁判權為由，要求私自開審兇手。林則徐便委託美國醫生伯駕和袁得輝合譯瑞士法學家艾默瑞奇·德·瓦特爾的著作《万国律例》，查明義律根本沒有治外法權。七月初四（1839年8月12日），義律在英船上開庭，對五名兇手輕判罰金和監禁後，便送回英國監獄服刑，事後才通知中國官方。
林則徐震怒，七月初八（1839年8月15日），下令再次封鎖澳門，七月初九（1839年8月17日），勒令義律交出兇手，並勒令澳葡政府將所有英國人驅逐出境。

### 与英军交锋
早在虎門銷煙之時，美國商人C·W·金已通知林則徐有英國軍艦在廣東海域游弋，要林則徐注意，但他最終輕視C·W·金的提醒。但後來的事件，令林則徐意識到戰爭的可能性，他曾致道光帝，希望撥款買西洋的船炮布設海防，道光帝不肯，結果林則徐只好民間集資，通過新加坡密購英國利物浦銅炮，更購入一艘軍艦甘米力治號。
七月二十（1839年8月30日），英國軍艦窩拉疑號抵達廣東，義律要求澳門總督邊度提供軍隊協助，卻遭邊度拒絕。林則徐為維持澳葡政府的中立，於七月廿四（1839年9月1日）巡閱澳門。七月廿七（1839年9月4日）中午，軍艦窩拉疑號、路易莎號、珍珠號、劍橋號在香港九龍海域向中國水師開炮，九龍之戰爆發，戰役歷時一個半小時，英軍用盡彈藥，敗走尖沙咀，陣亡者至少十七人。
戰敗后義律要求重開談判，聲稱英國煙商同意不販鴉片，中方亦可搜檢，一查出夾帶鴉片，即可沒收。已具結者，可自由貿易，不具結者，則在沙角搜檢，而不合作的英國煙商限三日內驅逐回國。但林則徐發現了問題，若果不具結者可貿易，禁煙之舉必全功盡廢，於是林則徐以具結和交兇為必要前提。結果談判破裂，義律把五名兇手送回英國。
儘管與義律的談判破裂，但有兩艘英國商船湯姆士·葛號和皇家薩克遜號同意具結，林則徐立即允許正常貿易，給予特別保護。義律非常不滿，認為有損權威，九月廿八（1839年11月3日）下令軍艦窩拉疑號和海阿新號在穿鼻洋武力迫兩船折返。提督關天培正常查究期間，窩拉疑號突向中方軍隊發炮，穿鼻之戰爆發。
穿鼻之戰戰敗後，英軍盡逃回尖沙咀。林則徐下令軍隊駐在尖沙咀附近的官涌（今香港九龍油尖旺區佐敦）還擊。英軍本打算在尖沙咀修理軍艦，被中方軍隊發現，驅逐出海。九月廿九（1839年11月4日）英軍還擊，欲以大炮轟擊官涌軍營，但軍營地勢頗高，中方軍隊居高臨下發炮，英軍敗退。连续几次交锋后，十月六日（1839年11月11日），林則徐令軍隊分五路，主動合擊英軍，凌晨時分，中方軍隊包抄英軍艦隊，五路大炮，重疊發擊，將英軍艦隊大半軍艦摧毀。十月八日（1839年11月13日），英軍艦隊又再來犯，林則徐發動總攻擊，五路大炮全向軍艦船頭發炮，英軍艦隊全滅。九月廿八至十月八日合共九日內，官涌之戰六役，林則徐役役皆勝，將英軍驅逐尖沙咀。並尋回湯姆士·葛號和皇家薩克遜號兩船，帶回港口貿易。
戰爭之後，中英貿易完全斷絕，林則徐更密切注意世界局勢，他組織一隊翻譯隊伍，專門負責翻譯外國報紙和外國書籍。他們翻譯了《澳門月報》、英國商務總監戴維斯著的《中國人：中華帝國及其居民的概况》（即《華事夷言》）、傳教士地爾窪牧師著的《對華鴉片罪過論》、休·慕瑞著的《世界地理大全》（即《四洲志》），及其他軍事書籍。
同時，他亦親自接觸外國人，向虎門銷煙時來訪的美商C·W·金、傳教士裨治文、商船船長弁遜等人詢問英國的情況，並接觸英國海員，了解英國對禁煙的看法，態度極為親密。接著他又再寫了一封致維多利亞女王的照會，由湯姆士·葛號船主帶往倫敦，但英國外交部拒收信件，結果信件刊登在《泰晤士報》上。十二月初一（1840年1月5日），林則徐接任兩廣總督。

### 英国决议出兵
1839年8月初，中國禁煙消息傳到英國，英国商业集团纷纷叫嚣发起战争。9月30日，英國紡織業城市曼徹斯特39家公司和廠商聯合致函英國外交大臣巴麥尊，稱中國禁煙是對英國之「侵略行為」，「希望政府能利用這個機會，將對華貿易置於安全的、穩固的、永久的基礎之上。」。10月1日，英國政府召開內閣會議，討論侵略中國問題。
内阁會議經過討論後，作出「派遣一支艦隊到中國海去」之決定。
1839年至1840年間，英國出現很多來歷不明的小冊子，主要控訴封鎖十三行事件，並誣指林則徐私自種植罌粟，便排拒外來鴉片，一時之間也引英國民間輿論紛紛。1840年1月16日，维多利亚女王在国会演说：「在中國發生的事件，已經引起我國臣民與該國通商關係中斷，朕已極嚴重注意，並將繼續注意這一影响我國臣民利益與王室尊严的事件。」英国政府決定命令印度艦隊增援。2月，組織東方遠征軍，以英國開普殖民地（南非聯邦前身）好望角海軍提督，義律堂兄懿律任海軍統帥兼全權，义律为副全权。時英國政執黨地位不穩。反對派托利黨/保守黨早於1月31日在下議院提出對政府的不信任動議，但遭到否决。他們再於4月7日在下議院動議譴責政府。但動議並非關於與大清一觸即發的戰爭或備受爭議的鴉片貿易，而是抨擊政府在對華關係上缺乏遠見及思慮不週，亦忽視了應該給予駐廣州商務總監相關的訓令及權力，用以對付非法鴉片貿易。這動議特意迴避了戰爭及鴉片兩項敏感議題，藉此爭取托利黨內最大的支持以通過議案。經過三日激辯，下議院最終以271票對262票否决動議。下議院的反對派托利黨因此未能阻止英國艦隊繼續前往中國及戰爭的爆發。
林則徐得知英國軍隊異動，便加緊改裝早前購入的劍橋號，又從旗昌洋行購入參加過九龍之戰的甘米力治號，並廣泛搜隻戰船資料，仿制英國軍艦，小型歐式雙桅縱帆船等。他亦會同關天培親自校閱水軍，重用英國人惧怕的海盜、漁民、蜑戶，由外商、鹽商、潮商支付用費，治海人民紛紛應徵。外商目擊並評
「林正忙於訓練三千個兵丁，其中三分之一是雙刀手。這種雙刀有二尺多長，在刀鞘中時看起來很笨重，刀柄略彎如鈎以護手，長約二寸。雙手持刀，刺擊削切，揮刀飛舞，上下左右，同時並呼喊叫駡，面作惡容，以威嚇敵人，使其望風而逃。林對於這些人，具有很大信心。」
其後，林則徐發動了長沙灣之戰，將藏在長沙灣的英國軍艦驅離。怡和洋行的馬地臣又偷偷販賣鴉片，林則徐便派人攻擊煙商船隊，是為磨刀洋之戰。
林則徐到任廣州後，先後在奏折中稱與英七戰皆勝，但近代學者抱有懐疑，認為與英軍真正接仗只有九龍之戰及穿鼻之戰，且勝負難定，其餘皆為誤報。

### 防守粵閩海岸
英國政府任命義律的堂兄喬治·懿律和全權代表，派遣的遠征軍於五月廿三（1840年6月22日）正式集合，總共有軍艦十六艘、武裝輪船四艘、運兵艦一艘、運輸艦二十七艘。士兵四千人，包括第18皇家愛爾蘭聯隊、第26蘇格蘭來福槍聯隊、第49孟加拉聯隊、孟加拉工兵團和馬德拉斯工兵團等。遠征軍一抵達，即宣讀英國政府的命令，封鎖廣州海岸，並打算攻打虎門示威。但林則徐早有準備，於澳門、虎門、尖沙咀及內河要道設重兵駐守，加上廣州海岸多淺水暗礁的天然屏障，英軍無隙而入。同時，林則徐向廣東民眾頒布《英夷鴟張安民告示》，鼓励人民殺敵，殺一白人士兵賞洋銀百元，殺一南亞士兵賞洋銀五十元。英軍並無攻打廣州之意，只留下軍艦都魯壹號、拉呢號、海阿新號及武裝輪船進取號繼續封鎖廣州海岸，其他軍艦北上閩境。林則徐的防守是多此一舉。
六月初四（1840年7月2日）早晨，軍艦布朗底號帶著《巴麥尊致中國宰相書》副本前往廈門，要求上岸，但遭拒後向岸邊發炮，最後由廈門守軍擊退。次日，林則徐向江苏、浙江二省通知英軍入侵的消息，但兩省大吏認為林則徐的話不足信，完全未做絲毫抗敵準備。結果伯麥率領的軍隊於六月初七（1840年7月5日）輕易佔領舟山定海縣，掠財屠城。
中國沿海的總督巡撫，沒一個像林則徐具有如此的前瞻眼光，當英軍佔領定海的消息傳來，林則徐氣憤痛罵浙江巡撫烏爾恭額。事實上林則徐一直認為英國不會千里來犯中國，而於1840年6月陸續出現的英艦只是武裝走私船，志在哃嚇。他向道光帝奏收復定海的方法，但道光帝已經對林則徐轉變態度，對之不予理睬。
封鎖廣州海岸的英軍開始在珠江口橫行無忌，英國軍人溫森特·士擔頓槍殺船舵工盛全福，澳門民衆活捉了士擔頓。留在廣州海岸的兩名英軍軍官士密和參遜要求林則徐放人，林則徐拒絕。為防英軍入侵澳門，林則徐和關天培增兵二千人入澳門，調集軍艦防守。林則徐奏稱，七月廿二（1840年8月19日）下午二時，英軍由九州洋駛至關閘、拱北一帶，向中國守軍發炮，清軍反擊，英軍敗退。八月初五（1840年8月31日），林則徐派軍艦於穿鼻洋和南龍穴一帶的礬石洋向英軍反擊，英軍反應不及，大敗。清軍只有數名輕傷者，而英軍死傷慘重，英軍點算至少十五士兵陣亡，但林則徐的說法沒有其他史料佐證。

### 革職
七月十四（1840年8月11日），英國軍隊主力駛到天津大沽口外，要求清廷接收《巴麥尊子爵致大清皇帝欽命宰相書》（簡稱《巴麥尊照會》），時任直隸總督的琦善收到林則徐的英軍入侵通知，但並未理會，認為他們單純為通商而來。到英軍來臨，依然不對戰，並饋賜牛羊及禮品。
其後，琦善伙同穆彰阿、伊里布等一向與林則徐有過節的朝臣向道光帝誇大英軍軍力，誣指林則徐允許煙片販賣後又反悔禁煙，激起英國發動戰爭，將所有戰爭責任歸咎林則徐身上。另外，《巴麥尊照會》中，英國政府限令清廷十日內善妥照會內的要求，否則就封港口、截船隻、佔島地。
道光帝對林則徐憤怒交加，在奏摺中譴斥林則徐：
「外而斷絕通商，並未斷絕；內而查拿犯法，亦不能淨，無非空言搪塞，不但終無實濟，反生出許多波瀾，思之曷勝憤懣！看汝以何詞對朕也！」
道光帝命琦善向英方交涉，並當欽差大臣往廣東查辦，琦善對英方的要求處以閃避態度，只想革職林則徐了事。英方不許，派軍駛往山海關一帶示威，道光帝命清軍不得反抗，露出妥協之意。最後，琦善只同意對林則徐革職查辦，而英軍考慮補給等因素，亦退兵南下，道光帝對琦善表示嘉賞。
八月廿九（1840年9月24日），林則徐回覆道光帝的硃批，對指斥加以抗辯，在上摺的《密陳辦理禁煙不能歇手片》中指出，鴉片之流入已經證明外商包藏禍心，戰爭是意料中事，若不一次過掃清外國勢力，他國亦會仿傚英國，必禍患無窮。並表示自己建的船炮是必須之物，只要增強國防力量，才能對抗船堅炮利的入侵者，建議用關稅的十分之一來制造炮船。但他亦知事情已無法挽回，唯有奏請治罪，請去浙江前線將功折罪。然而，林則徐得到道光帝對其抗辯之答覆是：
「汝云英夷試其恫嚇，是汝亦欲效英夷恫嚇於朕也！無理！可惡！……一片胡言！」
結果，林則徐被革去兩廣總督一職，由怡良署任，直到新任兩廣總督琦善到來。另外支持林則徐的鄧廷楨亦被革職。林則徐的去職消息引起中外轟動，西報連連發表社論討論事件，甚至乎英方亦表示：
「全部（禁煙）方針是像水晶一樣明晰……林公自是中國的好總督，有血性，有才氣……我國……不得不全力以爭通商，豈為仇林總督而來耶！」
林則徐就此羈滯廣東，署理兩廣總督怡良一向是林則徐的支持者，署理期間亦不忘禁煙，廣建武裝。但道光帝勒令怡良撤兵，怡良久久不能動手，他向林則徐征詢意見，林則徐示意他向道光帝奏報撤二千的少數兵力，令道光帝不疑有他，保存廣東兵力。
畢竟怡良只是署理兩廣總督，在位短短三十五日後，琦善到任。時人控訴他一來就把原先林則徐推行的政策完全廢除，把林則徐引入的新式武器廢置，解散水師，結果大角炮台、沙角炮台失陷。事實“與此相反，琦善主粵時期，虎門地區的兵力，兵器，防衛設施......有所增強”。林則徐拋下對琦善的恩怨，出手相助。但琦善只想將一切過失都推向林則徐處，不肯讓他插手立功。林則徐忍無可忍，要求怡良架空琦善，以巡撫身分來布防和動員民眾。但怡良還未行動，琦善於十二月廿八（1841年1月20日）與義律拟訂《穿鼻草約》，草約的其中一項條款就是割讓香港島給英國。

### 關天培的殉國及琦善的獲罪
道光帝得知英軍繼續進攻沿海，而且不肯離開定海，態度漸轉強硬，於是復命林則徐及鄧廷楨「協理夷務」，琦善禮節性拜會林則徐，希望他轉向主和的態度，林則徐反應冷淡。
琦善對於割讓香港島給英國一事保持隱瞞，但義律、馬禮遜、伯麥等人也不等草約簽定，就宣布佔領香港。賴恩爵告之怡良香港島割讓的消息後非常震驚，怡良也向林則徐告示這消息。林則徐認為怡良向道光帝彈劾琦善，才能保住香港島。但怡良怕無證據之下彈劾，會被琦善反咬一口，最後在林則徐敦勸和具體協助下，下定決心上奏，奏摺亦在林則徐修改潤色後呈上道光帝。然而，文件未來得及呈上道光帝，琦善打算於道光二十年正月十八（1841年2月9日）正式簽訂《穿鼻草約》，此時，廣東士紳對琦善之行動震怒，聲討琦善，廣東的高級官員又站在怡良一邊，琦善不敢簽約。
林則徐知廣東士氣渙散，自己仍可「協理夷務」之際增強廣東防務，局面改觀，於是鄭重建議琦善抓住戰機，迎擊敵軍、公布道光帝上諭、招撫漢奸、組織民衆對抗，但林則徐所有提議皆被琦善一一否決。二月初五（1841年2月25日），英軍進攻虎門，關天培、麥廷章親自督軍，但由於士氣渙散，靖遠炮台、鎮遠炮台、威遠炮台失陷。林則徐和鄧廷楨急求琦善出兵救援，可惜援兵來得太遲。橫擋炮台、永安炮台、鞏固炮台亦告失陷，關天培、麥廷章以身殉國。
是以，英軍北攻廣州，二月初七（1841年2月27日），英軍經烏涌。林則徐本來在那裡設有烏涌炮台，打算作虎門炮台之後的第二重防線，他購入的甘米力治號改裝的截殺號亦在烏涌看守。不過英軍一攻，清軍先亂，截殺號沒有發揮任何作用就被擊沉。二月初九（1841年3月1日），潖州炮台失陷，二月初十，獵德炮台失陷。
琦善無可奈何，答應義律的條款。但道光帝從怡良得知香港島被琦善私自割讓，下令將琦善革職鎖拿，押京治罪，家產查抄入官。改派湖南提督楊芳主持軍事。但楊芳竟是昏庸無能之人，道光帝最後將楊芳連帶怡良一同革職。英國方面，英國外相亨利·約翰·坦普爾不滿義律在《穿鼻草約》中得益太少，撤銷義律職務，改派亨利·璞鼎查（又譯砵甸乍）擔任新的商務總監。閏三月十一（1841年5月1日），道光帝命林則徐以四品卿調任浙江。

## 遣戍新疆

### 調職浙江
兩江總督裕謙是林則徐的故友，素來敬重。他向道光帝要求給林則徐負責浙東防務。林則徐大力仿制西洋炮船、西式武器，與龔振麟創制車輪戰船。廣東方面，道光帝派奕山赴廣東指揮作戰，英軍隨即進攻廣州，以死9人代價擊敗2萬中國軍隊，奕山掛白旗向英軍投降，與英軍簽訂《廣州和約》，不但率部撤離了廣州還向英軍支付了600萬銀元的贖城費。結果清廷要林及鄧廷楨承擔戰敗罪責，革去林四品卿銜，遣戍新疆伊犁。
苟利國家生死以，豈因禍福避趨之

### 祥符治水
林則徐會見了魏源，把自己搜集的《四州志》以及有關的資料交給他，希望他編撰介紹西方情況的著作，這書就是後來的《海國圖志》。五月廿六（1841年7月14日），林則徐由鎮海出發，沿甬江經寧波，再沿姚江經余姚、上虞北上。五月至六月間到達杭州，七月初到蘇州，畫家顧湘舟特地為他作畫。幾天後，林則徐到達揚州，把收藏的《炮書》付刊。七月初三（1841年8月19日），清廷命林則徐折回開封祥符治水。
林則徐遇到一同治水的軍機大臣王鼎，王鼎對林則徐革職放逐一事深感憤慨，他希望以林則徐治水來將功贖罪，令林則徐得以被清廷從新起用。林則徐曾任河南官員，河南士紳十分歡迎他的到來，大事慶祝。林則徐日夜趕工，令得積勞成疾，染上脾泄之疾，亦把趕工完成大埧工程。王鼎向清廷要求復用林則徐，但得來的回覆是要林則徐儘快赴戍伊犁。八月廿六（1841年10月10日），林則徐得知兩江總督裕謙與英戰爭中殉國，他對自己全無作為而嘆息。
林則徐於道光二十二年二月離開祥符，三月初抵洛陽，在姻親葉申薌稍息，此時，他又得知不幸的消息。王鼎回京覆命，向道光帝力荐林則徐，另一位軍機大臣穆彰阿百般阻礙。道光帝終不納王鼎之議，王鼎氣極，回家自縊，向道光帝屍諫。王鼎為己而亡，林則徐悲慟難抑，至西安時大病一場，滯留西安兩個多月。

### 伊犁生活
七月初六（1842年8月11日），林則徐再啟程。《大清律例》規定詞臣不能出關，於是被迫和妻子、長子、兒媳、女兒分開，唯帶二子、三子同行。在與家人告別時，林則徐賦詩兩首，其一即膾炙人口的《赴戍登程，口占示家人》：「力微任重久神疲，再竭衰庸定不支。苟利國家生死以，豈因禍福避趨之?謫居正是君恩厚，養拙剛於戍卒宜。戲與山妻談故事，試吟斷送老頭皮。」幾天後，他從西安走到蘭州，在《致姚椿、王柏心》的私人信件中，他清醒而客觀地分析了敵勝我敗的原因：「彼之大炮遠及十里內外，若我炮不能及彼，彼炮先已及我，是器不良也。彼之放炮，如內地之放排槍，連聲不斷。我放一炮後，須輾轉移時，再放一炮，是技不熟也。求其良且熟焉，亦無他深巧耳。不此之務，既遠調百萬貔貅，恐只供臨敵之一哄。況逆船朝南暮北，惟水軍始能尾追，岸兵能頃刻移動否？蓋內地將弁兵丁，雖不乏久歷戎行之人，而皆覿面接仗，似此之相距十里八里，彼此不見面而接仗者，未之前聞，故所謀往往相左。徐嘗謂剿夷有八字要言，器良、技熟、膽壯、心齊是已。第一要大炮得用，今此一物置之不講，真令岳、韓（指南宋名將岳飛、韓世忠）束手，奈何，奈何!」。但他似乎不想再捲入時局，隨後寫下：「兩先生非親軍旅者，徐之覙縷此事，亦正為局外人，乃不妨言之，幸勿以示他人，禱切，禱切。」
经过长途跋涉，十一月初九（1842年12月10日），終到伊犁惠遠城。沿途皆被各地官紳，社會名流留步交流，走走停停。出關後，途中盡是沙漠，大車也換成宜於沙漠旅行的長輈，時亦策馬而行，從西安到伊犁，行程花費近四個多月。
林則徐一到伊犁，早先來到的鄧廷楨出來迎接，伊犁將軍布彥泰及參贊大臣慶昌皆派兵丁迎接，第二天更派人送來米麵、豬羊、雞鴨等等食物，作為流放的罪臣，得到此禮遇實在前所未有。林則徐就在城南鼓樓前東邊的寬巷中定居下來。布彥泰和慶昌自此常常請教林則徐，更常討論有關邊防問題。此外，道光帝給了林則徐賴以謀生的土地，使他藉收租維持生計。
因為林則徐是流放罪臣，往往信件都要被檢查，家書常常被退回，布彥泰破例將只准高官才能閱讀的《京報》給他借閱，了解政治局勢。布彥泰還委以執糧餉處事的實務交給林則徐辦理。十二月十九（1843年1月19日），林則徐和鄧廷楨舉辦了紀念宋代文豪蘇東坡生日的聚會，來臨的主客竟有將軍布彥泰、參贊慶昌、五名領隊、一名總戎、三名謫臣（包括鄧廷楨、慶辰）場面熱鬧。

### 對俄羅斯帝國的警覺
早在廣東時，林則徐閱過外國報紙，對俄羅斯帝國已有一番認識，亦閱聞《澳門新聞紙》報導的俄國和英國對阿富汗殖民地之爭奪（史稱大博弈）。此外，林則徐在《四洲志》中记载俄國沙皇彼得大帝至女沙皇凱薩琳二世的領土擴張：
「攻取波蘭國十部落，又擊敗佛蘭西（即法蘭西）國王十三萬之衆，其興勃然，遂為歐羅巴最雄大國。……開疆拓地，閱十二年（即1831年），即增兵至六十八萬六千，倍於其舊。然其強非因兵卒之衆，全因馬上之矯捷。……復增兵前往庵雅臘河（即額爾古納河）以及麥加湖（即貝加爾湖），遠近之地，無不征服。由彼徑抵黑龍江，適遇滿洲兵至，與之交鋒，俄羅斯敗歸山後，故瀕江地仍屬滿洲，後即以此為協（即中俄尼布楚條約）。俄羅斯至此固守邊疆，……幅員遼闊，不啻倍蓗。」
儘管當時俄國政府入侵中國的步伐還是處於初步階段，但林則徐認為俄國比英國更為危險，後來左宗棠問他對西方入侵的看法，他說出「此（英國）易與耳，終為中國患者，其俄羅斯乎！吾老矣，君等當見之」之語。他潛心了解新疆歷史，向新疆官員提醒保持邊塞安全，撰就《俄羅斯國紀要一卷》。

### 屯墾廢地
阿齊烏蘇是位於惠遠城外的一片荒地，清廷下旨令布彥泰開墾西陲，林則徐主動接下這工作，並組織當地民衆解決水利，認為可鞏固邊防，軍餉和糧秣就不成問題。
布彥泰把新疆最重要的龍口新渠（又稱大皇渠，即今人民渠）交給林則徐去辦，他以花費四個月時間，親自帶領民工挑沙挖石，興建垻堤，終建成一條長六里，寬三丈的大水渠。阿齊烏蘇因大水渠得以開墾，這次成功事例，令新疆湧現開墾的風潮。而龍口新渠自林則徐建成開始，足足運行123年，直至1967年喀什河彎道式新渠建成而棄用。
布彥泰向道光帝覆命時大力讚揚林則徐，對他應棄瑕錄用：
「查林則徐到戍已及兩年，深知愧奮……每於接見時，留心察看，見其賦性聰明而不浮，學問淵博而不泥，誠實明爽，歷練老成，洵能施諸行事，非徒托空言以炫目前者比，久經聖明洞鍳。……平生所見之人，實無出其右者。……然以有用之才置之廢閑之地，殊為可惜。如蒙天恩，棄瑕錄用，俾得及時報效，林則徐必倍深項感，再造生成，竭力圖報，實可收得人之效。」
然而，布彥泰的提議被清廷否決。
浙江名士唐鍾福和金安清二人發動淮、揚一帶林則徐的同官舊屬為其損資以作贖鍰，不多久就集結白銀至萬両，林則徐得知此事，即在伊犁致函金安清，婉拒贖鍰之議，贖鍰之事唯有中止。

### 漫游南疆開荒
道光二十四年（1844年）十月，清廷命林則徐會同全慶往阿克蘇、烏什、和闐、庫車周邊勘荒。林則徐勘探喀什噶爾荒地、庫爾勒、葉爾羌的霍爾罕荒地、伊拉里克荒地、哈密塔爾納沁官荒。
南疆勘荒是一件艱苦之事，林則徐南下烏魯木齊，胃病復發，有綏來縣休息後再起程，後遇到被戍新疆後剛剛復職的舊屬黃冕。他與林則徐一同隨行辦理墾務，黃冕在日記中記錄了林則徐南疆勘荒的各種情況、地理、氣候、風土民情、屯政、朋僚書信交往等等。黄冕的日记是林則徐南疆勘荒的唯一有系統記載。
其间，林則徐在吐魯番發現了當地的民間水利設施卡井。這種卡井能引水橫流，由南至北，漸引漸高，水從地下穿穴而行，林則徐覺得非常有意思，用六日時間伙同黃冕硏究卡井之運作。其後林則徐和黃冕把卡井改造，命名為坎井，將之推廣，只要地形許可，就開鑿坎井，坎井數量星羅棋布，把吐魯番、伊拉里克等大片荒野變成沃土。林則徐又從廣東、福建引進數以萬計的樹苗（多為榕樹、柳樹），綠化沙漠。此外，林則徐以吐魯番出產棉花為特點，教當地民衆制紡車織布，使他深受新疆人民感戴，稱坎井為「林公井」、渠為「林公渠」、紡車為「林公車」、植林為「林公林」。
他的南疆之行踏遍清水河、戈壁沙漠，行程約三萬餘里，勘地六十八萬九千七百八十畝，謫臣、武將未去過的地方他都走過。因南疆勘荒完全成功，道光帝於九月廿八（1845年10月28日），升布彥泰為陝甘總督、全慶為內閣學士兼禮部侍郎，功勞最大的林則徐，以四、五品京堂候補，正式結束遣戍生涯。

## 晚年
林則徐自哈密入京，但途中清廷又命他以三品頂戴任署理陝甘總督，直到布彥泰到任。當時，適遇上以黑錯寺為首藏人勢力反抗清廷統治事件，是為黑錯寺事件。林則徐下令用西式武器鎮壓藏民，其後又命達洪阿統兵，严厉進剿黑錯寺。此後，清廷在隴西、青海地區的統治得以加強。道光二十六年六月二十（1846年8月15日），鄧廷楨因在陝西巡撫任內逝世，林則徐接任陝西巡撫一職。
七月初九（1846年8月30日），林則徐抵西安，正值災荒，災民飢餓無援，人吃人事件常常發生，他採取平糶、當牛、緩徵等措施賑災撫民。
其中，陝西在嘉慶時期已有刀客為患，在災荒之中災民紛紛加入，變本加厲，活躍於渭南、富平、大荔、蒲城一帶。林則徐督剿刀客，加以嚴惩。
十一月初，林則徐舊病復發，脾泄、疝氣，全無起色，咳嗽得夜不能寐，於是請假三個月休養。
道光二十七年（1847年），時任陝西巡撫的林則徐在寫給他的學生、江西撫州「署知府」文海的信中，再度提出1833年的意見，認為內地可以種植鴉片：「鄙意亦以內地栽種罌粟於事無妨。所恨者內地之嗜洋煙而不嗜土煙，若內地果有一種芙蓉（指鴉片），勝於洋販，則孰不願買賤而食？無如知此味者，無不舍近圖遠，不能使如紹興之美醍，湖廣之錠煙，內地自相流通，如人一身血脈貫注，何礙之有？」他所擔心的，是消費者是否能接受土貨：「第恐此種食煙之人未必回心向內耳！」
六月十五（7月26日），林則徐任雲貴總督，他一上任就提出“只分良莠，不问汉回”，將反抗清廷統治的回民首領處死。當時漢回衝突熾烈，漢回互鬥常有發生，如保山事件，前任雲貴總督賀長齡置之不理，林則徐上任後鎮壓漢族豪強，處死屠殺主凶，化解漢回衝突。此次事件中，林則徐提拔了張亮基及胡林翼，兩人後來成為晚清名臣。
正當林則徐處理棘手的漢回衝突，夫人鄭淑卿因病於昆明逝世，悲慟之下又大病一場。清廷認為他處理漢回衝突有功，加封太子太保、賞戴花翎。
然而，林則徐已無力再任官職，儘管多人勸阻，還是決定退休，道光二十九年八月廿六（1849年10月12日），正式卸任，返回原籍。

## 退休
九月，林則徐在家人陪侍下，携夫人靈柩返閩。十一月廿一（1850年1月3日），林則徐路過長沙，時為舉人的左宗棠亦去迎見。胡林翼是陶澍的女婿，而陶澍之子則娶左宗棠之女為妻，故胡林翼曾向林則徐提及左宗棠之事，林則徐亦多加留意他幾分。左宗棠曾想成為林則徐的幕僚，而林則徐亦歡迎，但最後未能成事。林則徐設宴款待左宗棠，當夜与左宗棠相談甚歡。林則徐把新疆之事及俄國隱憂告之左宗棠，並把自己蒐集的資料交給他，希望他闖一番大事業。這次夜話深深影響了左宗棠對新疆事務的態度，當他與李鴻章爭論對抗俄國或日本一事，左宗棠首先遠征新疆，收復新疆建省。
林則徐退休之後，欲與北京任京官的長子同住，因買不起京中住宅，最終回到福州住在父親購置的舊屋中。其故居雲左山房，又稱七十二峰樓，他把新疆帶回的七車書冊，皆藏在裡面，從此，過着平淡的生活。
此外，他亦注重晚輩的教育，每月約幾次集族中晚輩在家中授課，教其寫作，定期資助。這時候的福州在《南京條約》之中是為通商口岸，英國人在城外定居，但有次英國人租下福州城內的神光寺、積翠寺居住，引起當地人不滿，而地方官因懼洋人而不聞不問，只得找林則徐出面。但閩浙總督劉韵珂和福建巡撫徐繼畬不單止不協助，還百般阻止。林則徐於是找朝中所有福建籍官員一同向福建當局施壓，最終將英國人迫回城外，林則徐又防英國人以炮艦威脅，建炮台防範。

## 逝世

### 与世长辞
咸豐帝繼位，因洪秀全等組織的拜上帝會正在準備起事，咸豐帝下旨求賢以對付太平天國，大學士潘世恩、通政使羅惇衍、兩名尚書孫瑞珍、杜受田力荐林則徐。咸豐帝一直想重用林則徐，借用過去的威望去平起事。大學士穆彰阿、耆英等人仍想阻撓，咸豐帝忍無可忍，將穆彰阿革職，永不錄用，耆英亦被降職。可是林則徐根本未康復，疝氣不時發作，結果他要躺在特製的臥轎，由福建、廣東山區，一路直達廣東，到潮州時，開始嚴重下痢，到了普寧，已病入膏肓，不得不暫住普寧行館。最後林則徐在兒子林聰彝及幕僚劉存仁陪同下，於道光三十年十月十九（1850年11月22日）辰時，指天三呼「星斗南」之後，與世長辭，享壽66歲。
林則徐逝世消息一傳開，震驚全國，每天皆有數千人往行館跪拜，左宗棠從黃冕得知林則徐逝世，放聲痛哭。
為表彰林則徐，清廷予以殊榮，頒旨悼恤林則徐及親屬，晉封林則徐為太子太傅，赦免任內所有處分，並對他三名兒子授予官職。咸豐元年四月，咸豐帝賜祭葬，派員致祭，頒發《御祭文》和《御賜碑文》，賜諡號「文忠」，表彰功业。
林則徐安葬在福州市郊的金狮山，與父親林賓日、母親陳帙、弟弟林霈霖、弟婦林李氏、夫人鄭淑卿同葬。林則徐墓至今仍保存良好，世界各地的後人每年皆聚集一起，祭治憑吊，至今不絕。而各地皆興建林則徐祠，至今可見。

### 非自然死亡說
林則徐逝世之時，只有兒子林聰彝及幕僚劉存仁陪同，在他們的公開表示及記截中皆證明林則徐臨終時：「以指向天，呼『星斗南』三字，無一語及私。」這三字引起人們對林則徐死因種種推測，以林則徐為非自然死亡的說法有兩種，分別為「巴豆瀉」和「新豆欄」。
- 巴豆瀉

林則徐所呼的「星斗南」，有人疑為福州話的「巴豆瀉」，此一說法出自張幼珊的《果庵隨筆》：
「禁煙事起，廣州之十三行食夷利者，恨林則徐刺骨，……後公再起督師粵西，彼輩惧其重來，將大不利，則又預以重金賄廚人某，謀施毒。公次潮陽（應為普寧），廚人進糜，而以巴豆湯投之。巴豆能泄瀉，因病泄不已，委頓而卒。或勸其公子窮究其事。清例，凡毒死者，須開棺驗視。家人忍而不請。其時疆吏雖微有所聞，亦不欲多事。」
這說法示意林則徐被落巴豆，肚瀉不止而亡。
- 新豆欄

若以福州話比較，「新豆欄」（平話字：Sĭng-dâu-làng）比「巴豆瀉」更貼近「星斗南」（平話字：Sĭng-táu-nàng）之讀音。
新豆欄，又名新豆闌，是廣州一處外國人聚居之街道。以新豆欄說為林則徐遺言之主張有非常多的版本，亦流傳最廣。一說林則徐在廣東禁煙時疝氣發作，十三行中唯一的華商伍浩官非常關切，建議他找西醫醫治，並推荐新豆欄的西醫伯駕。林則徐不想在禁煙時刻來找「英夷」治病，這樣不免瓜田李下。於是林則徐寫信給伯駕，希望授以藥方，伯駕則回送解剖圖，表示只有親自绑扎疝氣帶才能治癒。林則徐唯有扮裝平民，給伯駕醫治。
所以林則徐死前，認為伯駕故意假裝醫治，使他因疝氣而死，故留下「新豆欄」之語。但這說法有幾處重大錯誤，其一，伍浩官作為十三行的煙商，照道理林則徐根本不會與之結交，根據文獻中的記截，林則徐只曾向伍浩官催交鴉片，否則將他斬立決；其二，如前文所述，伯駕為美國傳教士及眼科醫生，亦是林則徐的外國譯員之一，作為眼科醫生，斷無懂醫治疝氣之理，加上他是站在林則徐一方，無理由加害林則徐；其三，林則徐本身對西學並不排斥，並加以研究，而且他的外國譯員多是醫生，亦不可能對西式治療如此抗拒。從以上種種的因由分析，「新豆欄」之說不成立。
另外版本的說法在張之洞之侄張祖繼的詩集中《拜林則徐小像》，詩及自注，表示張之洞對林則徐死因的懷疑：
「『為謝金人罷李綱，英姿想見讋重洋，傷心新豆闌猶在，竟死奸民一寸香。』自注：『新豆闌』廣東要地，公臨歿連呼之，人訛為星斗南。孝達公（即張之洞）蒞此，始悟其語，恐世不知，告予記之。此亦可備史料者。」
林則徐出自禁煙的需要，聘用十三行的廚師鄭發，因此有人認為，林則徐暗示自己為十三行的鄭發施計謀害，大呼「新豆欄」而氣絕，這一說法比較多人相信。
晚清名臣文廷式在其《知过轩随笔》则认为，林则徐系当时清朝首富伍秉鉴的儿子伍崇曜设法派人在其蜡烛里混入毒药粉末，林熬夜阅读公文时不慎吸入毒烟，仅十天便暴毙。

### 自然死亡說
根據文獻中的記截，林則徐經遣戍伊犁後，身體日差，在陝西巡撫任上大受風寒，咳嗽失音，脾泄疝氣之症又一時並作，行動艱難，加上髮妻身故，因而力疾心瘁。適時咸豐帝又令林則徐遠行數省對付太平天國，這可不是患重病的六十六歲老人應付得來的。
目前唯一留下診治林則徐疾患的資料，是一名叫黃華珍的醫生在林則徐逝世前數日寫的（原件在普寧縣文物館），由他的曾孫黃介生自1982年11月12日提供，其中表示：
「林則徐因懮鬰過度，途中又感風寒，其時雖有侍從醫生為之調治，但服藥無效，病勢日見危重。途經揭陽縣，揭陽縣令見其病情危重，為卸其任，藉言揭陽無名醫，請大人即速駕臨普寧，因普寧有良好名醫可謂大人調治。林則徐聽其言，即速赴普寧。……敝祖華珍公診治結果，認為大人之病，是身體虛弱，外感風寒所致，兼之誤服方藥，引致風寒入裡，今病情危急，唯有盡量設法挽救而已。當即立下脈論、症論、方論，詳細書明呈上，完畢之後退辭而歸。越日，縣令又親請敝祖華珍公覆診。敝祖診其脈象轉變，斷言：『大人一定無服昨天所開的方藥，現已無法挽救！』辭別而歸。越數日，林則徐便病逝於『四老爺』衙。」
當中無顯示林則徐為中毒身亡，以林則徐為自然死亡論者，認為「星斗南」有其他解法。
林則徐在遣戍伊犁時，常在工地中觀察天象。作為傳統士大夫，有星相學素養並非罕見；再加上他要躺在特製的臥轎，由福建、廣東山區，一路直達廣東，有相當多時間觀察天象。
曾寅光的《林文忠公遺事》解釋：
「（林則徐）易簣時，呼『星斗南』者三。或問余：『此何謂？』余曰：『太西稱地球五大洲，以吾華為亞西亞洲，佛經稱四大部洲，以吾華為南瞻洲，吾華居星斗之南，故北辰常在北。海疆事起，後進咸就公請方略，公曰：『英易與耳，終為中國患者，其鄂羅斯乎！』時鄂人不交中國越數十年，聞者惑焉。公蓋以發逆患在一時，洋務患在後世，西洋國衆而聯漁靡常，北洋地大而在毗連吾邊裔。舉吾華數萬里百十年事，蓋無日不往來於胸中，故公之存若歿，實關治辭安危之數。」
此說林則徐語中之「星斗南」，實乃以隠諭警告要後人提防俄羅斯帝國。

### 墓葬
林则徐墓位于福建省福州市北郊马鞍村的金狮山麓。墓用三合土筑造，为四层台结构。墓地离市区4公里。

## 學術思想

### 诗歌
林則徐稱自己「先政後文」，然而，他不只是傑出的政治人物，而且才氣橫溢，文筆敏鋭，博覽經史。其詩作有很高的藝術成就。
林則徐小時候在父親林賓日薫陶下愛好文學，八、九歲時已能對對聯，有次林則徐的老師要考他文采，故要求林則徐以「山」和「海」兩字為首，作七言對聯，林則徐立即對答：「海到無邊天作岸，山登絕頂我為峰」足可見他的才思。
其後，林則徐參加院試，一萬多名考生中最後只淘汰剩下林則徐和一名老童生二人，考官決定以對聯分出高下。他出上聯「童子何知」，林則徐馬上對出「大人利見」，而老童生想了好一會，才嘆息道：「老夫耄矣」。就這樣，林則徐以十三之齡取得案首，十四歲成秀才。
林則徐少年時鍾愛白居易的詩作，故此有心摹仿白居易的風格，詩詞內容大多是揭露社會的陰暗面，抨擊貪官污吏，此時期的主要作品有：《病馬行》、《驛馬行》、《答陳恭甫前輩壽祺》。
到任欽差大臣禁煙的時候，詩作主要描述禁煙運動，對入侵者的抨擊，及戰爭中的情境，當中詩作《高陽台·和嶰筠前輩韻》中，最能代表林則徐當時的心境。
另外主要描述對英戰爭之作品，有七言長詩《中秋嶰筠尚書招余及關滋圃軍門天培飲沙角炮台眺月有作》，作於1839年10月4日，不過是九龍之戰後一個月，穿鼻之戰、官涌之戰爆發前夕。描寫林則徐、鄧廷楨、關天培三人往沙角炮台望樓飲酒眺月，籌商備戰事宜。
最後他因鴉片戰爭而遣戍新疆，卻因病滯留西安，於1842年8月11日作《赴戍登程口占示家人》，告慰家人，此詩是歷來林則徐詩作中最出名的一首。
除了政治抒情詩，林則徐的山水詩亦別具特色，其作有《辰龍岡》、《曉發》、《秋雪》、《老鷹崖》、《金鏤曲·春暮和嶰筠綏定城看花》。時人評為有唐、宋之風，蘊籍風流。不過亦有人評，林則徐之詩只求穩切，對仗工整，詩作流於纖巧以至呆滯而缺乏創新。
林則徐一生中的詩作數量極豐，但流傳下來的並不多，他曾自編《試帖詩稿》、《使滇吟草》、《拜石山房詩草》、《黑頭公集》、《閩中小題礪鍔集》、《雲左山房詩鈔》等詩集。《試帖詩稿》在浙冮發現，僅為殘本；《使滇吟草》現存福州市文管會；《閩中小題礪鍔集》於2005年在福建泉州發現，為唯一流傳之本；流傳最廣是《雲左山房詩鈔》，其餘皆以散失。

### 對聯
- 「海納百川，有容乃大；壁立千仞，無欲則剛。」
- 「豈能盡如人意，但求無愧我心。」
- 「海到無邊天作岸，山登絕頂我為峰。」
- 「狀開元景三陽態，探得花香一樹春。」
- 上聯「童子何知」，林則徐下聯對「大人利見」。

### 書法
林則徐除喜愛作詩之外，亦善書法，他從唐朝書法入手，因為嘉道年間盛行「館閣體」，科舉選拔皆重視楷書，而唐朝楷書發展最為成熟。林則徐為學習書法基本功，學鍾繇、張芝、王羲之、王獻之之書法，直接臨摹他們的書法作品，他談及自己的學習書法表示：
「或謂學唐書者，專從事於間架分布之間，魏晉風流去之彌遠，能真而不能草，宜碑板而不宜翰禮。此言誠然。然初學臨摹，輒舍唐人矩范，而踖等於鍾、張、羲、獻，是猶未能立而使之疾行，僵臥必矣。」
林則徐認為要達到楷書最高藝術境界，要苦學苦練、剛柔相濟，並表示：
「此亦惟於腕下作功夫，無他謬巧也。蓋筆提得起，有操縱向背，有起伏頓挫，則體直而無不挺，神現而無不秀。秀則不滯，挺則不俗，而墨氣之鮮潤即隨之矣。凡一橫一竪，除欹側以取勢外，無不貴乎注筆者，轉處、鈎處亦然，先注後轉，則力足而不剽。……尊書非不修飾，而筆性近滯。愚意有剛柔相濟之道，取《皇甫碑》、《靈飛經》二種帖，每日早晚更端臨寫，則骨幹風神可以兩得，不必寫於別紙，縱極不善書之人，而用心學帖，寫過白摺千本，則未有不改觀者。」

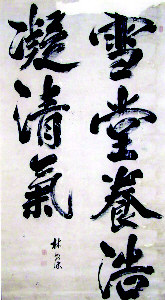
雪堂養浩凝清氣

歐陽詢書的《皇甫誕碑》楷法剛勁險絕，而鍾紹京書的《靈飛經》則柔潤嫵媚，林則徐努力臨摹，而臨《皇甫誕碑》功力極深。1980年，福州出土林則徐臨摹的《皇甫誕碑》，又是證明。
林則徐又指出：「學書非閉門造車之事。」指出書法並非只靠簡單模仿，亦要不時觀摩學習旁人的手法和作品。他常與當時的書法名家郭尚先、梁章鉅交流，甚至經常與妻子鄭淑卿討論書法之道，視交流為精進書法的必要環節。郭尚先亦把唐代書法家敬客塔銘《王居士碑塔銘》初拓本送林則徐，林則徐將之臨摹得迫真地步。此外他周遊各處，參詳米芾、蘇軾、岳飛、趙孟頫、鄧文原之書法。
對於楷書，林則徐最推崇文徵明和董其昌，所以林則徐晚年的楷書作品中，帶有兩者的風格。至於草書，唯獨推崇元朝的鮮于樞，對明朝的龍蛇體持否定態度，形容「墮入惡道，當為噴飯」，而他自己流傳後世的書法作品亦頗多。
此外，林則徐暨學書法又學作畫，他藏有米芾的真跡，自《蜀素帖》看出書中皆有畫的道理，認為書法和繪畫相通，即，「畫從書入書以畫入」，非書法精熟者不能識書晝。繪有《夢菜圖》、《杏花紅雨圖》、《報閏圖》，亦評畫，但流傳下來的作品則不多。

### 篆刻

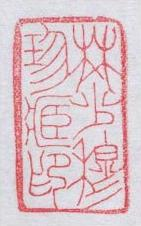
林少穆珍藏印印面

林則徐亦作篆刻，以詩詞、書法融入印章之中，如早年還是小京官時，他自刻「讀書東觀，視草西台」之印；外仕時則刻「管領江淮河漢」之印；專收集珍藏的有「林少穆珍藏印」；而表達革職後之心境，則有「今是中原一布衣」、「禮過夜焚香」兩印；遣戍新疆，漫游南疆開荒時，乃作「身行萬里半天下」；而表達晚年之心境，有「江上數峰青」一印，出自唐朝詩人錢起的五言詩《省試湘靈鼓瑟》，可知他生活景況。
林則徐的家鄉福州，壽山石市場異常繁榮，家鄉亦出了諸如黄任的壽山石愛好者，想當然，林則徐亦尤愛以壽山石作印，少數則以田黄石製作。當他被遣戍新疆之時，寫詩給鄧廷楨：「中原果得銷金革，兩叟何妨老戍邊。」鄧廷楨則回詩：「浮生寵辱君能忘，世事咸酸我亦諳。」林則徐有所感觸，用壽山石刻成「寵辱皆忘」的閒章，隨身携帶。林則徐最後以此印「歷官十四省，統兵四十萬」來總結過去的官職。
他的篆刻作品非常多產，被人評為志懷高遠，工於駢儷，楷書用筆遒勁，風格典雅。其篆刻作品在近年被拍賣，據估價，值八至十萬人民幣以上。

### 佛學
福建巡撫張師誠，號蘭渚，是一位虔誠的淨土宗佛教徒。當林則徐任張師誠的幕僚時，張師誠不僅將政治學問傳授給林則徐，還包括了其佛教思想。林則徐受其影響，一生篤信佛教淨土宗。林則徐曾用蠅頭小楷書寫《阿彌陀經》等五種經咒，終生隨身攜帶，其經本只有四寸多長，三寸多寬。當上海佛學書局欲再版林則徐的經文抄本時，唯有放大影印，才能明察其中的文字。
林則徐的青年時期，受佛教思想熏陶，無論政務繁冗，還是坐轎中，仍堅持背頌佛經，並深信力行，說過：「不為自己求安樂，但願眾生得離苦。」足見虔誠。亦是此佛教利人為善的助人思想，為林則徐日後不顧威脅利誘，堅定不移地禁煙的動力來源之一。
林則徐的曾孫林大任，於1933年6月在上海佛學書局出版的《林文忠公手書經咒日課》一書作跋語，說：
「先文忠公早歲以文字受知於張蘭渚中承，遂佐其幕府。嘗以急促之時，治繁重之務，振筆累千言，精神貫注，略無疏懈，張公嘆為奇才。文忠公寫經之歲，即張公秉節吾閩之時。當時香火因緣，其詳不可得聞矣。喪亂之後，僅存此冊，然亦足見其栖心淨土，行持無間，迥異尋常者矣。」
林則徐另一名曾孫中華民國最高法院前院長林翔，藏有林則徐的佛學著作《淨土資糧》，《淨土資糧》分作五大章節《彌陀》、《金剛》、《心經》、《大悲》、《往生》，其字恭楷，一筆不茍。直到遣戍新疆，林則徐仍潛修淨土宗佛學。
林則徐後來任雲貴總督，亦與當地佛教人士交往，例如和昆明華亭寺方丈岩棲有交流，當髪妻鄭淑卿逝世，岩棲為鄭淑卿頌經超度。現今華亭寺有塊大理石刻，刻有林則徐贈與岩棲之詩《岩棲詩草》。

## 評價

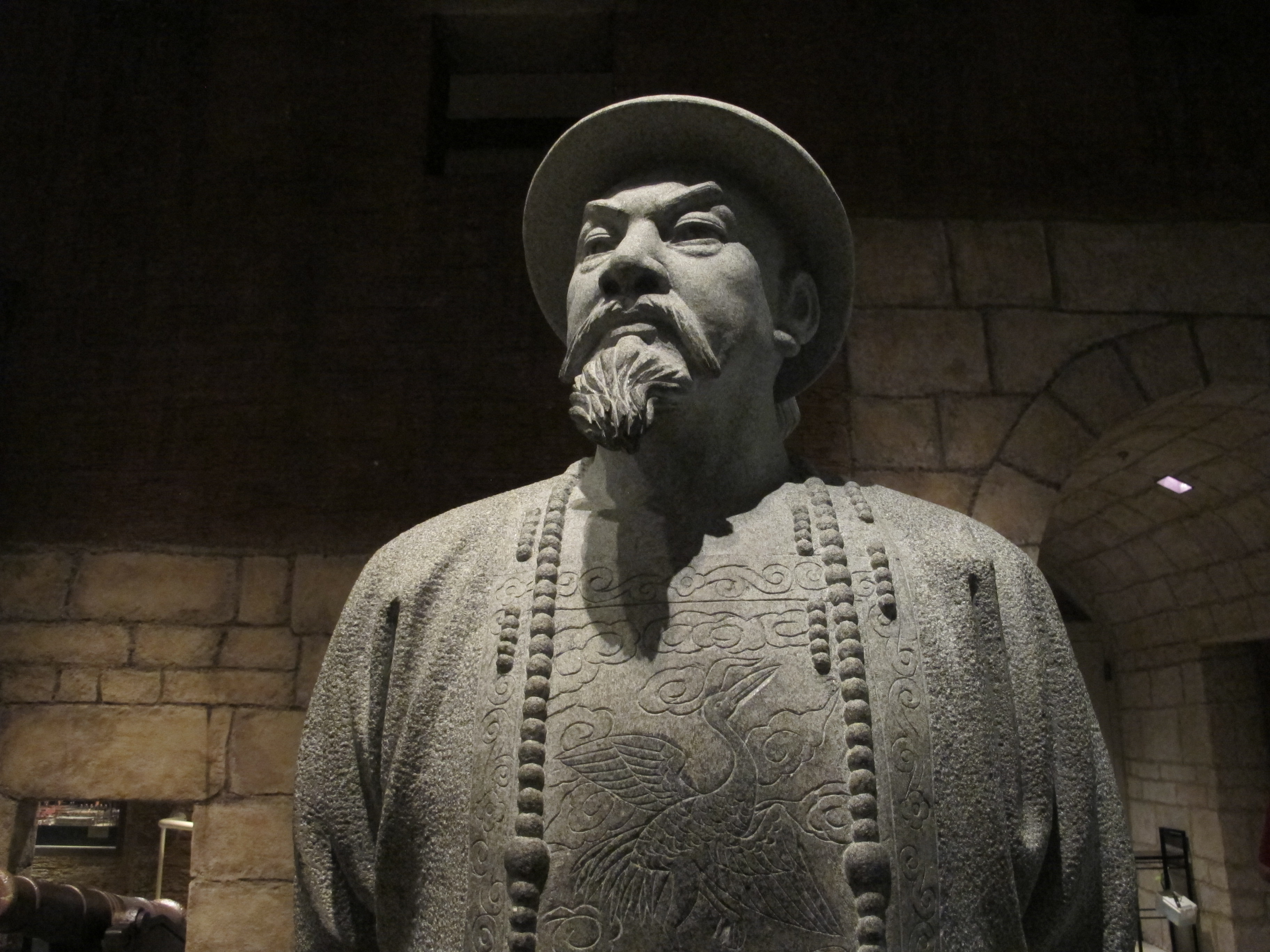
林則徐（官服）人像

### 正面评价
中華民國及中華人民共和國官方都對林則徐禁煙和抗英一事，給與正面評價，並視為民族英雄，皆將其事績列入教科書之中。
中華民國將林則徐開始銷煙的日子6月3日定為不放假的禁煙節，而銷煙結束翌日即6月26日也正好是「國際禁毒日」。中華人民共和國成立以後，包括毛澤東等領袖皆對林則徐的變革開拓、抗英衛國加以讚喻，毛澤東曾語：「我們的民主革命，是革前三張皮的命，從林則徐算起，一直革了一百多年。」毛泽东更从林则徐的“海纳百川，有容乃大”一词中取字为女儿命名。正因如此，在文化大革命中，林則徐的遺物，墓所並未受大規模的破壞，得以保存。
由於林則徐在禁煙的成就，臺灣反菸團體董氏基金會於1993年委由漫畫家朱德庸設計一個「拒菸偶像」漫畫角色，以爭取年青人認同。名稱則稱之徐則林。

### 负面评价
作家王龍在《天朝向左，世界向右》书中表示：1839年9月，林则徐在给道光帝的奏折中说：“夷兵除枪炮之外，击刺步伐俱非所娴，而腿足裹缠，结束严密，屈伸皆所不便，若至岸上更无能为，是其强非不可制也。”这实际也是当时通行的一种荒谬见解，认为洋人的戎裝使得腿不能弯曲，故只长于海战，一登岸就无可作为。1840年8月，林则徐听到定海沦陷后，曾献策悬赏激励军民杀敌，林则徐鼓动说，英国人膝盖不能弯，“一仆不能复起”，可任人宰割。对洋人的坚船利炮，林则徐也有着奇怪的幻想：“英国要攻中国，无非乘船而来，它要是敢入内河，一则潮退水浅，船胶膨裂，再则伙食不足，三则军火不继，犹如鱼躺在干河上，白来送死。”林则徐认为洋人嗜吃牛羊肉，若无从我国进口的大黄、茶叶以辅食，将会消化不良而死。在给道光皇帝的一份奏稿中他写道：“况茶叶大黄，外夷若不得此，即无以为命。”而在一份拟交英国女王的文书中，他又再次强调：“大黄、茶叶、湖丝等类，皆中国宝贵之产。外国若不得此，即无以为命。”林则徐说“凡以海洋事进者，无不纳之；所得夷书，就地翻译”，却把“China”记为“柴诺”。
蒋廷黻：“林则徐被罢黜，是林的终身大幸事而中国国运的大不幸，林不去，则必战，战则必败，败则他的声名或与叶名琛相等。但林败中国会速和，速和则损失可减少，是中国的维新或可提早二十年。”蒋廷黻认为是林则徐知道了不说，知道了不做，对此提出道德上的指控。而茅海建教授指出可能是林则徐的进步思想被今人夸大了。

## 軼事

### 林公井
林則徐被貶到新疆期間，向邊陲地區學習坎兒井技術，並組織挖掘。使吐魯番獲得水源得以繁育大量綠色植被，降低夏季的地表溫度。吐魯番七克台鎮60多道坎儿井為林則徐帶民眾開挖。直至現在吐魯番仍有很多「林公林」，為當地群眾紀念他的貢獻而自發稱呼因為新水源而形成的樹林。

### 八寶鴨
林則徐任江蘇按察使時，眼見鴉片害人，便下令江蘇全面禁煙。他發現有人不理會禁令，繼續吸食鴉片，便微服出巡，換上富商的服飾。他留意到一艘遊船有一縷縷的輕煙飄起來，十分古怪，便召船家駛向遊船。
林則徐為了試探船家，假裝不耐煩地說：「船家，前艙那東西很香，我何時才可過過癮呢？」船家便捧出鴉片煙，讓林則徐使用。林則徐臉色當堂一沉，指着桌面的一道沒骨菜問是什麼，船家回答那是蘇州船菜「出骨八寶鴨」，林則徐便回應：「哼！你連「骨」（「骨」與「國」讀音相似）也賣了！有像你這樣的人，國家怎可富強起來？」船家才認出眼前的富商就是下令江蘇全面禁煙的林則徐，此事傳遍蘇州，也有人將這件事編成歌謠，而那道八寶鴨，亦因為林則徐而聲名大揚，成為蘇州名菜。

### 王老吉
王澤邦，乳名阿吉，年老時被人稱為「王老吉」，以行醫為業。他在廣州十三行開設藥鋪，從白雲山找來的草藥製成涼茶，平價賣給大眾。
林則徐任欽差大臣，初到廣東，因禁煙時操勞過度，加上水土不服，又患上感冒等症。他的隨從聽聞十三行的王老吉有解暑治感良方，為林則徐求藥，林則徐服下一包草藥之後，諸如症狀皆痊癒。林則徐登門答謝王老吉，又問王老吉以何種藥治病，當他得知王老吉都不過以平價草藥來醫治，林則徐有感而發，提議王老吉將藥方製成涼茶，讓人們隨到隨飲，防病保健。
之後，王老吉如林則徐所言，賣起涼茶來。林則徐為鼓勵王老吉，特地送來雕有「王老吉」三金字的大銅葫蘆壺。自此王老吉的涼茶風行珠江三角洲一帶，直至現在。

### 蠟像
如前文所述，同治至光緒年間（大約1860年代末），英國的杜莎夫人蠟像館特地為林則徐鄭淑卿夫婦製作蠟像，成為少數可長期展出的名人蠟像，當中多名時人，出版家王韜、清朝駐英國大使郭嵩燾及使節團成員劉錫鴻、劉孚翊、黎庶昌、張斯栒、清朝外交使節志剛與其隨行的翻譯張德彝見過和留下文獻，記載此事。
當時在歐洲漫游生活的王韜，在著作中記下了在杜莎夫人蠟像館見到了「林則徐夫婦」的情景：
「甫入門，即見有華人男女各一，侍立門側，若司閽然。男則衣冠翎頂，女則盛服朝裙。余驚詢何人，以林文忠公對。蓋禁煙啟畔，雖始自林，而因此得通商五口，皆其功也，故立像以紀其始。」
以王韜認為，皆因林則徐挑起了鴉片戰爭，便得英國有機會五口通商，英國人為紀念此事，故立其像。
幾年後，清朝駐英國大使使節團成員劉錫鴻也參觀杜莎夫人蠟像館，他的記載是：
「入門右首，則林文忠公像也……文忠前有小案，攤書一卷，為禁鴉片煙條約。上華文，下洋文。夫文忠辦禁煙事，几窘英人；然而彼固重之者，為其忠正勇毅，不以苟且圖息肩也，可謂知所敬。」
劉錫鴻則認為，英國人是敬重林則徐這位對手「忠正勇毅，不以苟且圖息肩」，故立其像，以表敬意。
1868年，清朝外交使節志剛與其隨行的翻譯張德彝都見過「林則徐夫婦」蠟像，並各自記錄見聞，但兩者並沒有記載英國人立林則徐像之原因。

## 家族

### 子女
林則徐和鄭淑卿一共生育八名子女，分別為長子林汝舟、次子林秋柏、長女林塵譚、次女林金鸞、三女林普晴(沈葆楨室）、三子林聰彝、四子林拱樞、四女鄭林氏（史書沒記下名號，因林則徐四女嫁於鄭葆中，故稱鄭林氏）。次子林秋柏和次女林金鸞相繼夭折，故林則徐應有三子三女。
林則徐家教甚嚴，教子有其獨特方法，除要他們「敬師勤讀」，另一方面要求他們必須懂莊稼之事，督促他們「黎明即起，勤學稼牆」，當官之後決不得在奉祿之外，妄取民間或下屬的一分一毫，為人稱頌。當林則徐三子分家，三子不過各分得六千串錢，有人認為林則徐太苛刻，於是林則徐寫了一副對聯，足見其思想：
子孫若如我，留錢做什麼？賢而多財，則損其志
子孫不如我，留錢做什麼？愚而多財，益增其過
林則徐之「十無益」格言：
1.存心不善，風水無益。2.父母不孝，奉神無益。3.兄弟不和，交友無益。4.行止不端，讀書無益。5.作事乖張，聰明無益。

6.心高氣傲，博學無益。7.為富不仁，積聚無益。8.劫取人財，佈施無益。9.不惜元氣，服藥無益。10.淫逸驕奢，仕途無益。
- 長子林汝舟（1814年－1861年），於道光十八年（1838年）成為進士，但他一生只是翰林，修史不言政。而林則徐的長孫林洄淑（夫人為陳濬長女陳謙淑，著名福州才女）亦表示不做官不參政，自此長房後人多讀書少從政。中華民國時代，林則徐曾孫前中華民國最高法院院長林翔，把長房堂侄林百川帶往南京居住，由於長房後人人丁單薄，至今福州已沒有林汝舟的後裔，只有林鴻漢等数人居于南京。
- 長女林塵譚，1837年嫁與劉齊銜（1815年-1877年）。當兩人成婚之時，林則徐正值意氣風發，而孤兒出身的劉齊銜僅是一介窮書生，非常清貧。但林則徐認為劉齊銜勤勉好學，終成大器，於是決定讓長女林塵譚嫁往劉家。果然，四年後，劉齊銜與哥哥劉齊衢一同高中進士，其後成為戶部主事、陝西布政使、浙江按察使、河南巡撫。後來他以自己俸祿從商，成為一方巨富[131]。
- 三女林普晴（1821年-1873年），以林則徐之子女當中最為出名。林則徐厭倦官場而罷官之時，林普晴正值出生在林家乘回家鄉之小舟上。林普晴18歲時，哥哥林汝舟向父親提議將林普晴嫁於沈葆楨（1820年－1879年），儘管當時沈葆楨只是無名的小官員，林則徐還是答應婚事。結婚之後，夫妻感情甚篤，接著沈葆楨中進士，入翰林院，任九江知府。後太平天國起事，直攻上饒，沈葆楨改任廣信知府，在其他州府籌募兵餉，獨留林普晴於上饒。其後太平軍重重圍困沒主將守護的上饒之際，林普晴挺身指揮部隊，守護城池，親寫血書求援，解了上饒之困。時人評她為女中豪傑，有乃父之風。林普晴亦寫詩，其《全閩詩話補編》納有林普晴的詩作。林普晴逝世後，沈葆楨寫了一首輓聯：「為名臣女，為名臣妻，江右佐元戎，錦撒夫人分偉績　　以中秋生，以中秋逝，天邊圖皓魄，雲裳仙子証前身」[132][133]。後代之一為前中華民國駐英代表、駐美代表沈呂巡。
- 三子林聰彝，舉人，林則徐逝世前一直陪伴左右。做官後在福州宫巷購買明代古屋為自己家宅，是明清時期最大的豪宅，繁衍了很多子孫，林則徐後代，大約三分之二皆是二房子孫[134][135]。
- 四子林拱樞，做官後仍居住在林則徐做官後買的房子裡，官場上比較活躍，曾任江南道御史，汾州知府，刑部浙江司的主稿，曾提出臺灣建省的提議[136]。亦跟隨過翁同龢，處理過楊乃武與小白菜案件，還他們的清白[137]。
- 四女鄭林氏，史書沒載其名，因此史家常常誤會她是林則徐已殤之次女林金鸞。鄭林氏的婚事是自己作主的，鄭林氏和鄭葆中結婚，林則徐事後才知道，亦唯有接受婚事[6]。

|        |        |        |        |        |        |  |  |        |        |        |        |        |        |  |  |        |        |        |        |        |        |  |  |        |        |        |        |          |          |          |          |          |          |        |        |        |        |        |        | 林賓日 | 林賓日 | 林賓日 | 林賓日 | 林賓日 | 林賓日 |        |        | 陳帙   | 陳帙   | 陳帙   | 陳帙   | 陳帙   | 陳帙   |        |        |        |        |        |        |        |        |        |        |        |        |        |        |        |        |        |        |        |        |  |  |
|        |        |        |        |        |        |  |  |        |        |        |        |        |        |  |  |        |        |        |        |        |        |  |  |        |        |        |        |          |          |          |          |          |          |        |        |        |        |        |        | 林賓日 | 林賓日 | 林賓日 | 林賓日 | 林賓日 | 林賓日 |        |        | 陳帙   | 陳帙   | 陳帙   | 陳帙   | 陳帙   | 陳帙   |        |        |        |        |        |        |        |        |        |        |        |        |        |        |        |        |        |        |        |        |  |  |
|        |        |        |        |        |        |  |  |        |        |        |        |        |        |  |  |        |        |        |        |        |        |  |  |        |        |        |        |          |          |          |          |          |          |        |        |        |        |        |        |        |        |        |        |        |        |        |        |        |        |        |        |        |        |        |        |        |        |        |        |        |        |        |        |        |        |        |        |        |        |        |        |        |        |  |  |
|        |        |        |        |        |        |  |  |        |        |        |        |        |        |  |  |        |        |        |        |        |        |  |  |        |        |        |        |          |          |          |          |          |          |        |        |        |        |        |        |        |        |        |        |        |        |        |        |        |        |        |        |        |        |        |        |        |        |        |        |        |        |        |        |        |        |        |        |        |        |        |        |        |        |  |  |
|        |        |        |        |        |        |  |  |        |        |        |        |        |        |  |  |        |        |        |        |        |        |  |  |        |        |        |        | 八名女兒 | 八名女兒 | 八名女兒 | 八名女兒 | 八名女兒 | 八名女兒 |        |        | 林鳴鶴 | 林鳴鶴 | 林鳴鶴 | 林鳴鶴 | 林鳴鶴 | 林鳴鶴 |        |        | 林則徐 | 林則徐 | 林則徐 | 林則徐 | 林則徐 | 林則徐 |        |        | 鄭淑卿 | 鄭淑卿 | 鄭淑卿 | 鄭淑卿 | 鄭淑卿 | 鄭淑卿 |        |        | 林霈霖 | 林霈霖 | 林霈霖 | 林霈霖 | 林霈霖 | 林霈霖 |        |        | 林李氏 | 林李氏 | 林李氏 | 林李氏 | 林李氏 | 林李氏 |  |  |
|        |        |        |        |        |        |  |  |        |        |        |        |        |        |  |  |        |        |        |        |        |        |  |  |        |        |        |        | 八名女兒 | 八名女兒 | 八名女兒 | 八名女兒 | 八名女兒 | 八名女兒 |        |        | 林鳴鶴 | 林鳴鶴 | 林鳴鶴 | 林鳴鶴 | 林鳴鶴 | 林鳴鶴 |        |        | 林則徐 | 林則徐 | 林則徐 | 林則徐 | 林則徐 | 林則徐 |        |        | 鄭淑卿 | 鄭淑卿 | 鄭淑卿 | 鄭淑卿 | 鄭淑卿 | 鄭淑卿 |        |        | 林霈霖 | 林霈霖 | 林霈霖 | 林霈霖 | 林霈霖 | 林霈霖 |        |        | 林李氏 | 林李氏 | 林李氏 | 林李氏 | 林李氏 | 林李氏 |  |  |
|        |        |        |        |        |        |  |  |        |        |        |        |        |        |  |  |        |        |        |        |        |        |  |  |        |        |        |        |          |          |          |          |          |          |        |        |        |        |        |        |        |        |        |        |        |        |        |        |        |        |        |        |        |        |        |        |        |        |        |        |        |        |        |        |        |        |        |        |        |        |        |        |        |        |  |  |
|        |        |        |        |        |        |  |  |        |        |        |        |        |        |  |  |        |        |        |        |        |        |  |  |        |        |        |        |          |          |          |          |          |          |        |        |        |        |        |        |        |        |        |        |        |        |        |        |        |        |        |        |        |        |        |        |        |        |        |        |        |        |        |        |        |        |        |        |        |        |        |        |        |        |  |  |
| 林汝舟 | 林汝舟 | 林汝舟 | 林汝舟 | 林汝舟 | 林汝舟 |  |  | 林秋柏 | 林秋柏 | 林秋柏 | 林秋柏 | 林秋柏 | 林秋柏 |  |  | 林塵譚 | 林塵譚 | 林塵譚 | 林塵譚 | 林塵譚 | 林塵譚 |  |  | 林金鸞 | 林金鸞 | 林金鸞 | 林金鸞 | 林金鸞   | 林金鸞   |          |          | 林普晴   | 林普晴   | 林普晴 | 林普晴 | 林普晴 | 林普晴 |        |        | 林聰彝 | 林聰彝 | 林聰彝 | 林聰彝 | 林聰彝 | 林聰彝 |        |        | 林拱樞 | 林拱樞 | 林拱樞 | 林拱樞 | 林拱樞 | 林拱樞 |        |        | 鄭林氏 | 鄭林氏 | 鄭林氏 | 鄭林氏 | 鄭林氏 | 鄭林氏 |        |        | 林龍言 | 林龍言 | 林龍言 | 林龍言 | 林龍言 | 林龍言 |        |        |        |        |  |  |

### 後人
林則徐其子女受林則徐從政思想的影響，後代不少人在中國近現代或世界的政治舞臺上偶露崢嶸。林則徐曾孫林炳章在晚清曾任福建高等學堂監督，民初時則被推舉為去毒總社長，1916年4月任福建省財政廳廳長；林則徐另一名曾孫林翔，在孫中山護法運動中應招任廣東高等檢察廳檢察長，還任過國民政府最高法院院長；林則徐玄孫凌青，原名林墨卿，曾任中國常駐聯合國代表，1985年6月12日，正是凌青将涉及香港主權移交的《中英联合声明》遞交給聯合國，1997年香港回归时凌青曾题诗“粤海销烟扬我威，但悲港岛易英徽；国耻家仇今日雪，只缘华夏已腾飞”；林則徐外重孫女劉蕙儀，是美國達拉斯郡刑事法庭第七庭法官，為北德薩斯州地區唯一一名華裔法官。前中華民國駐英代表、駐美代表，後官至中華民國外交部政務次長沈呂巡為其三女林普晴與其夫婿沈葆楨子嗣的後裔。沈呂巡駐英期間，對於毒品非常之反感，回台就任外交部政務次長期間，曾多次向中華民國駐外代表、使節以行政命令三令五申禁止吸毒。

## 纪念设施
福州市有全国重点文物保护单位林则徐墓、福建省文物保护单位林文忠公祠（即林则徐纪念馆）和福州市文物保护单位林则徐出生地、林则徐故居、林则徐西湖读书处、升山摩崖题刻以及林则徐星石雕像等。
- 林文忠公祠：福建省福州市區鼓樓區南街街道澳門路16號烏石山下，建于清光绪三十一年（1905年），占地3000平方米，现重修一新。
- 林则徐出生地纪念馆：福建省福州市鼓樓區鼓東街道中山路19號，1997年被列入市级文物保护单位，2000年6月26日，市政府在馆内开辟了“福州市禁毒教育基地”，曾失火。
- 林则徐故居：福建省福州市鼓樓區鼓西街道文藻北路，是林则徐逝世前在家乡的住处，1961年被列为福州市第一批市级文物保护单位。
- 林则徐墓：福建省福州市鼓樓區五鳳街道銅盤社區馬鞍村金狮山麓，墓前是一片绿油油的菜地。陵墓面对五凤山，故墓屏写有“五凤来翔”四字。
- 鴉片戰爭博物館(虎門林則徐紀念館(1957)︰廣東省東莞市虎門鎮，主要將「虎門銷烟」 與「鴉片戰爭」兩大歷史事件呈現出來
- 1985年，中国人民邮政发行林则徐诞生200周年纪念邮票二种。面额人民币8分邮票，编号J.115（2－1）。面额人民币80分邮票，编号J.115（2－2）。
- 1991年，中国人民银行發行的人民币面额5元的「林則徐銀幣」，含纯银22克，共发行30000枚，由沈阳造币厂铸造[139]。
- 新疆伊犁林則徐紀念館：新疆維吾爾自治區伊犁哈薩克自治州伊寧市福州路885號1994年，新疆伊犁林則徐紀念館開館，陳列林則徐生平、禁菸抗英及謫戍伊犁等主題展品[140]。
- 1997年，林則徐基金會在纽约曼哈頓華埠且林广场設立林则徐铜像[141]，铜像基座上题有中文“世界禁毒先驱林则徐”以及英文的“Pioneer in the War Against Drugs”。
- 1997年11月，澳門林則徐紀念館落成，位於罅些喇提督大馬路蓮峰廟旁。
- 2010年8月24日，林則徐紀念園：廣東省廣州市越秀區沿江東路海印橋底西侧珠江江畔的海印橋北岸落成開放。

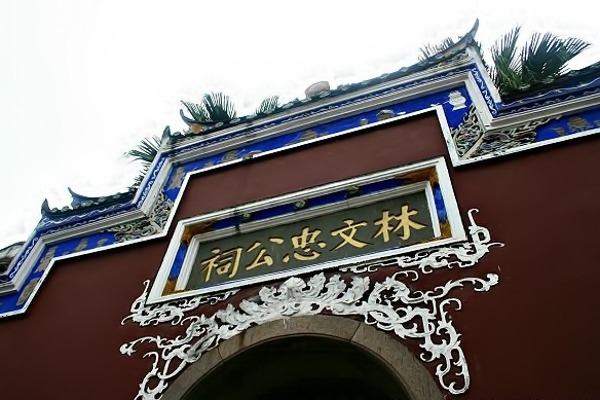
福州林文忠公祠
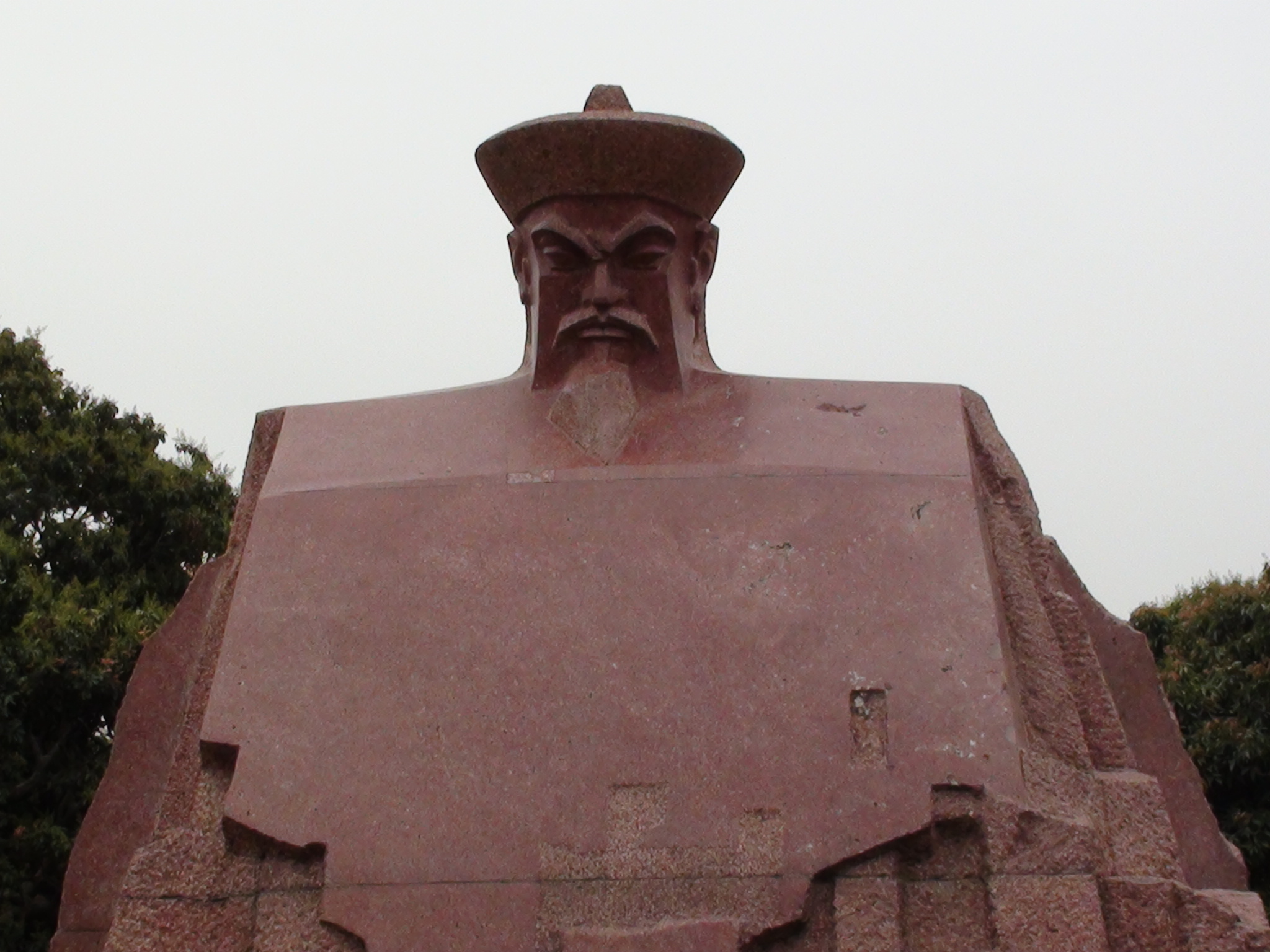
深圳中山公园塑像
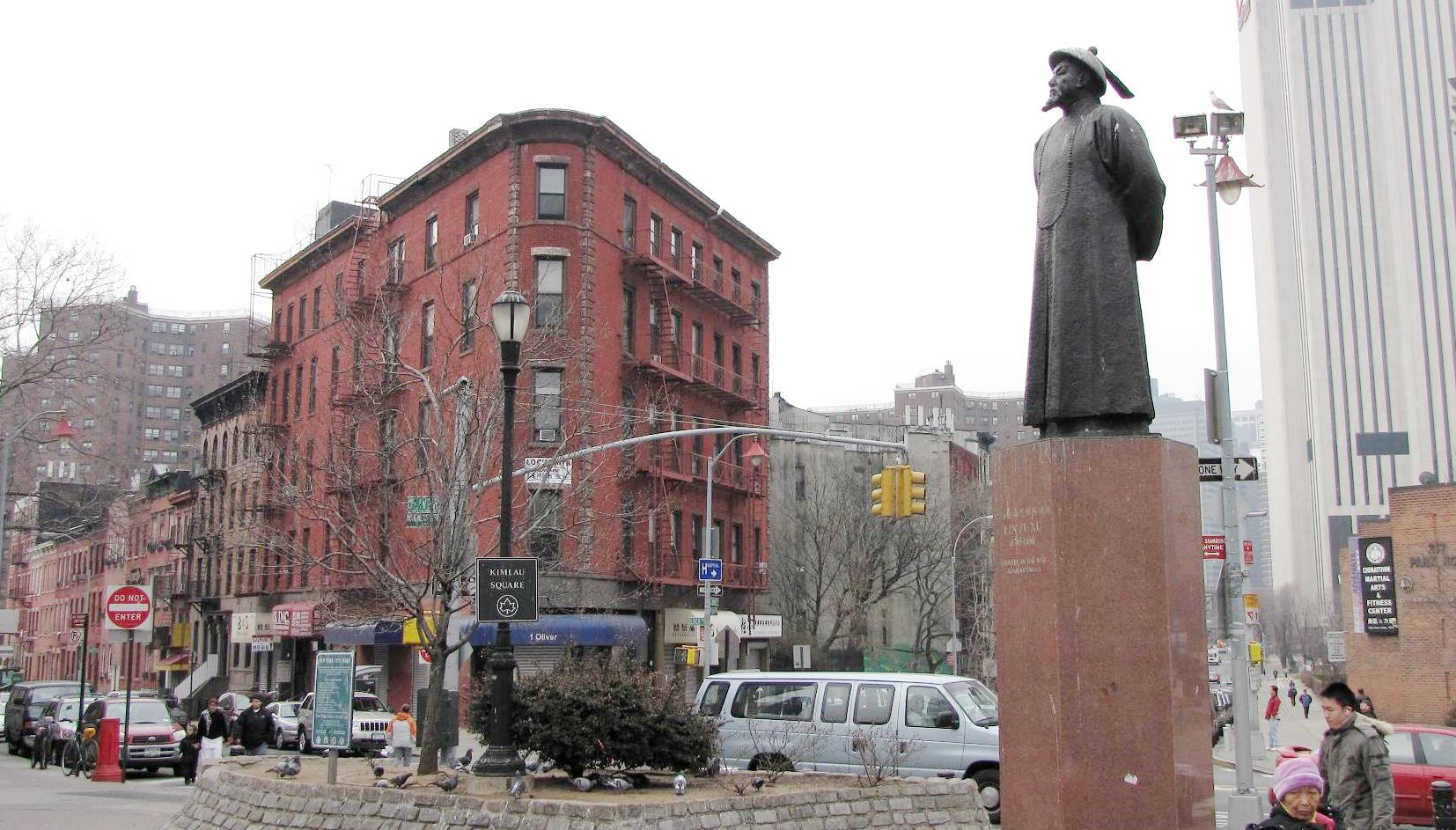
紐約曼哈頓華埠且林广场林則徐像

## 国际影响
林则徐禁烟、销烟受到了马克思的称赞。1858年，马克思在所著鸦片贸易专论里就肯定了林则徐的这一禁烟壮举。
国际联盟把6月3日定為“国际禁烟日”（5月31日则是世界卫生组织发起的“世界无烟日”），而1987年12月，第42届联合国大會把6月26日定为“国际禁毒日”（International Day Against Drug Abuse and Illicit Trafficking）(日期的订立考虑到经济及社会理事会于5月26日第1987/127号的决定)。由于日期与虎门销烟十分接近，因此中国政府和媒体在宣传禁毒时都会提到虎门销烟的历史事件。
国际天文学联合会将北京天文台1996年6月7日发现的小行星（国际永久编号7145）命名为“林則徐星”。
林則徐於1839年為廣州越華書院所創作之對聯“海納百川，有容乃大”被中文維基百科作為副標題所採用。

## 相关文艺作品
- 电影《林则徐》：著名演员赵丹主演，郑君里导演。
- 电影《鸦片战争》：鲍国安饰林则徐，谢晋导演。
- 评书《百年风云》：另一方面，林則徐注意瞭解外國情況，組織翻譯西文書報，供制定對策、辦理交涉參考。所譯資料，先後輯有《四洲志》、《華事夷言》、《滑達爾各國律例》、《澳門新聞紙》等，成中國近代最早介紹外國的文獻。林則徐又大力整頓海防，積極備戰，購置外國大炮加強炮臺，搜集外國船炮圖樣準備仿製。通過種種努力，林則徐逐漸擺脫對西方的無知，故史學界稱他為近代中國“開眼看世界的第一人”。
- 26集电视连续剧《鸦片战争演义》：许还山饰林则徐，黄军导演。
- 18集电视连续剧《林则徐》：徐正运饰林则徐。[146]
- 故事片《鸦片战争1959》（英語：THE OPIUM WAR）：香港出品。此影片直到1985年才被香港政府解禁。
- 日本电影《鸦片战争》（日語：阿片戦争）：1943年摄制，第二代市川猿之助饰林则徐。导演牧野雅弘。
- 中華民國反菸大使中的唯一漫畫人物「徐則林」即是中華民國行政院內政部推崇林則徐的禁菸手段，特請漫畫家朱德庸創繪。外型為穿著T恤、小龐克頭、牛仔褲，穿著夾克、戴墨鏡。許多公共場合可見到文宣或人形立牌，目的是呼籲大眾別抽菸。

## 延伸阅读
[在维基数据编辑]
 在维基文库阅读此作者作品（ 在维基共享资源阅览影像、分类）
 《清史稿·卷369》，出自趙爾巽《清史稿》

## 研究書目
- 張馨保著，徐梅芬譯：《林欽差與鴉片戰爭》（福州：福建人民出版社，1989）。
- 王卫平：〈林则徐的荒政思想与实践 （页面存档备份，存于）〉。